# Biserica de lemn din Șurdești

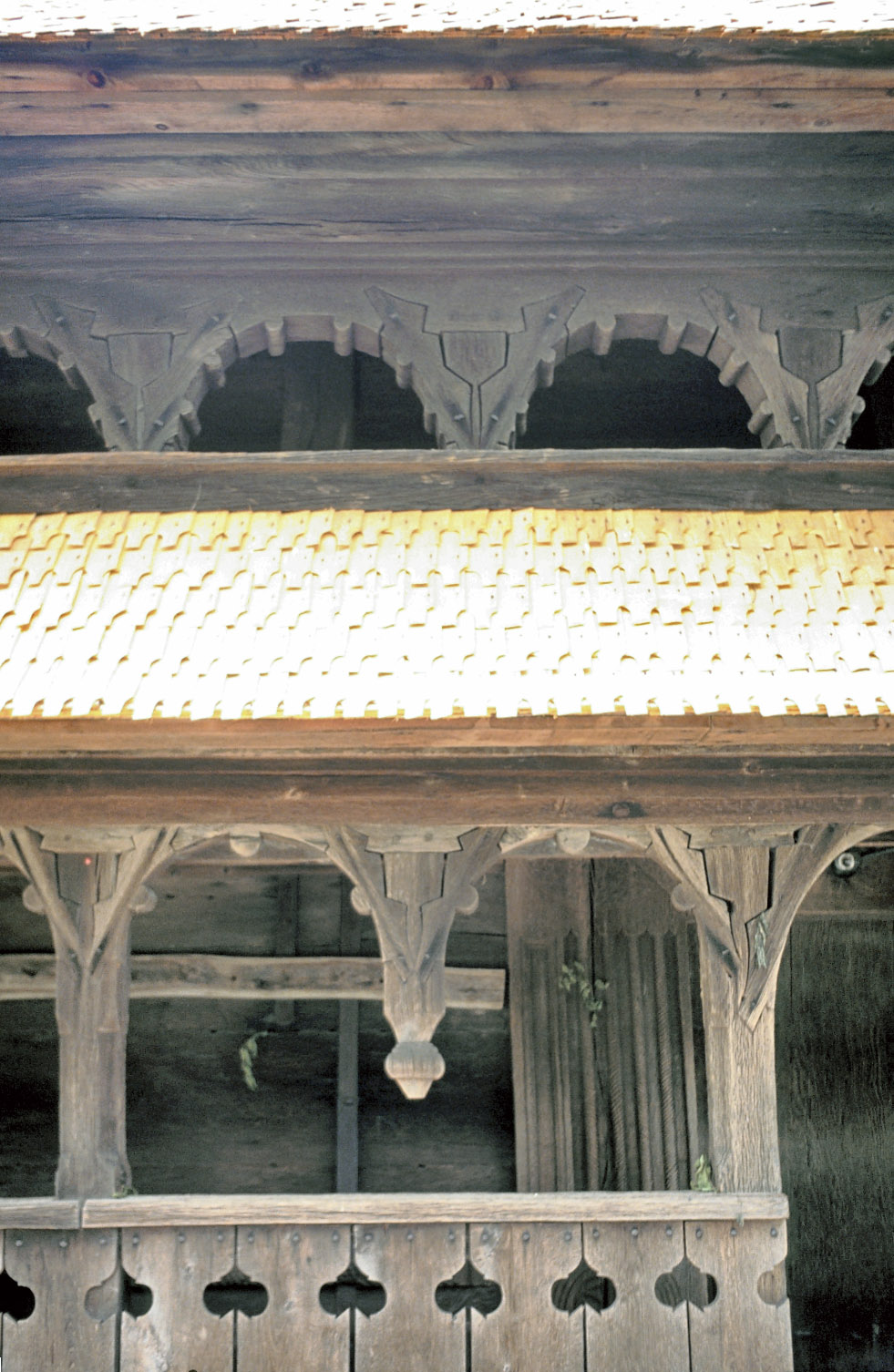
Galeria pridvorului în fața intrării, 1993

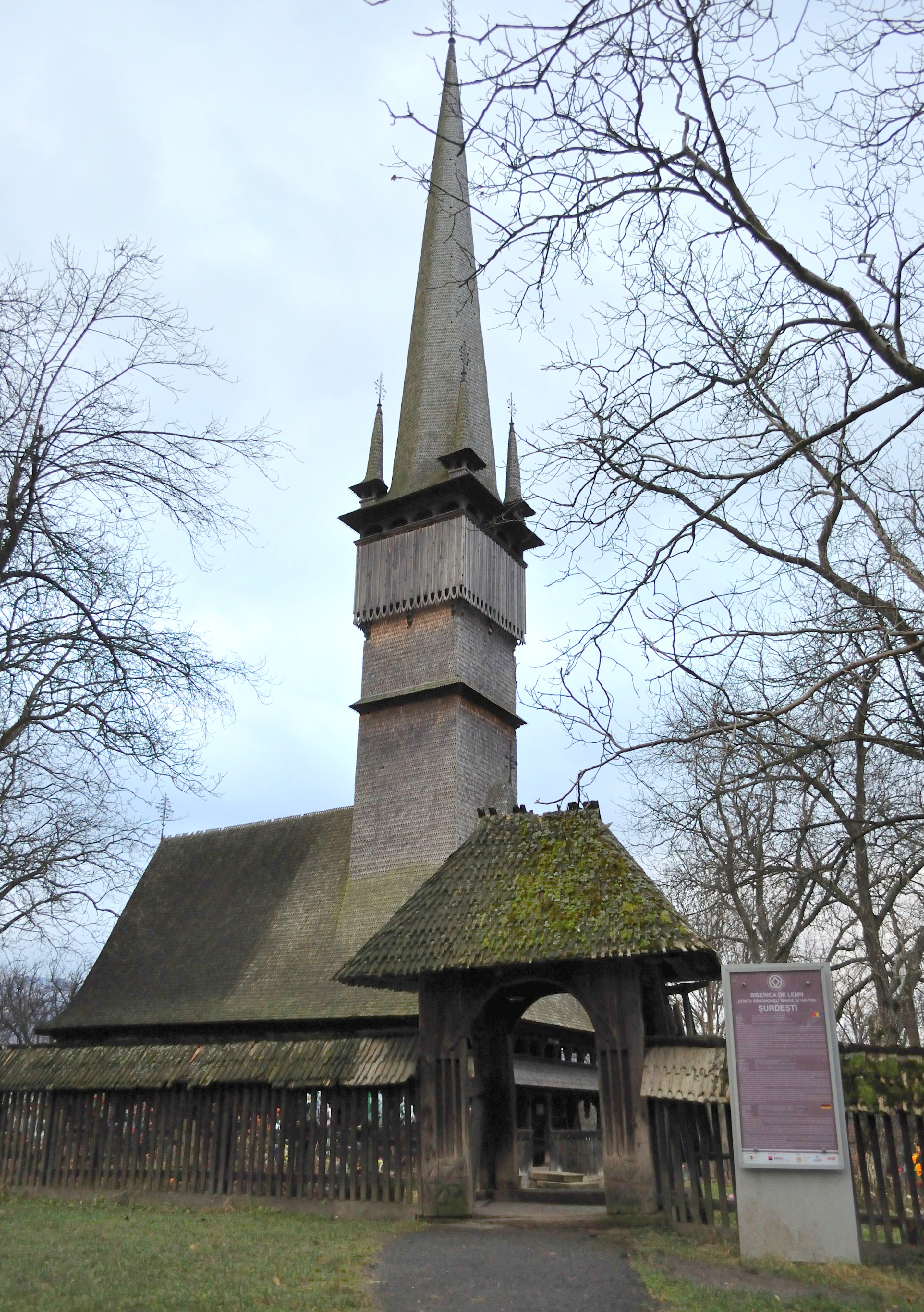
Biserica, noiembrie 2010

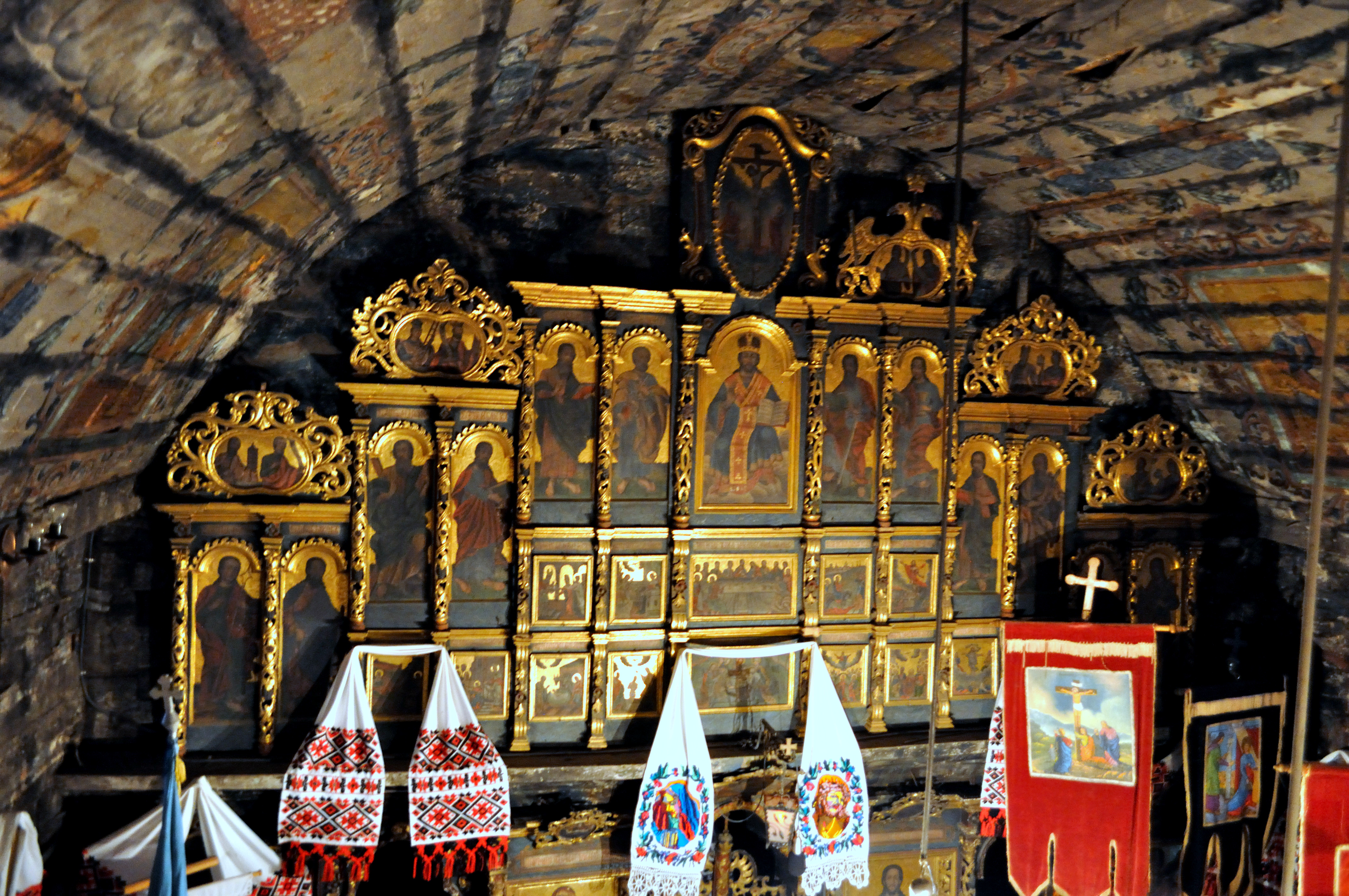
Partea superioară a iconostasului

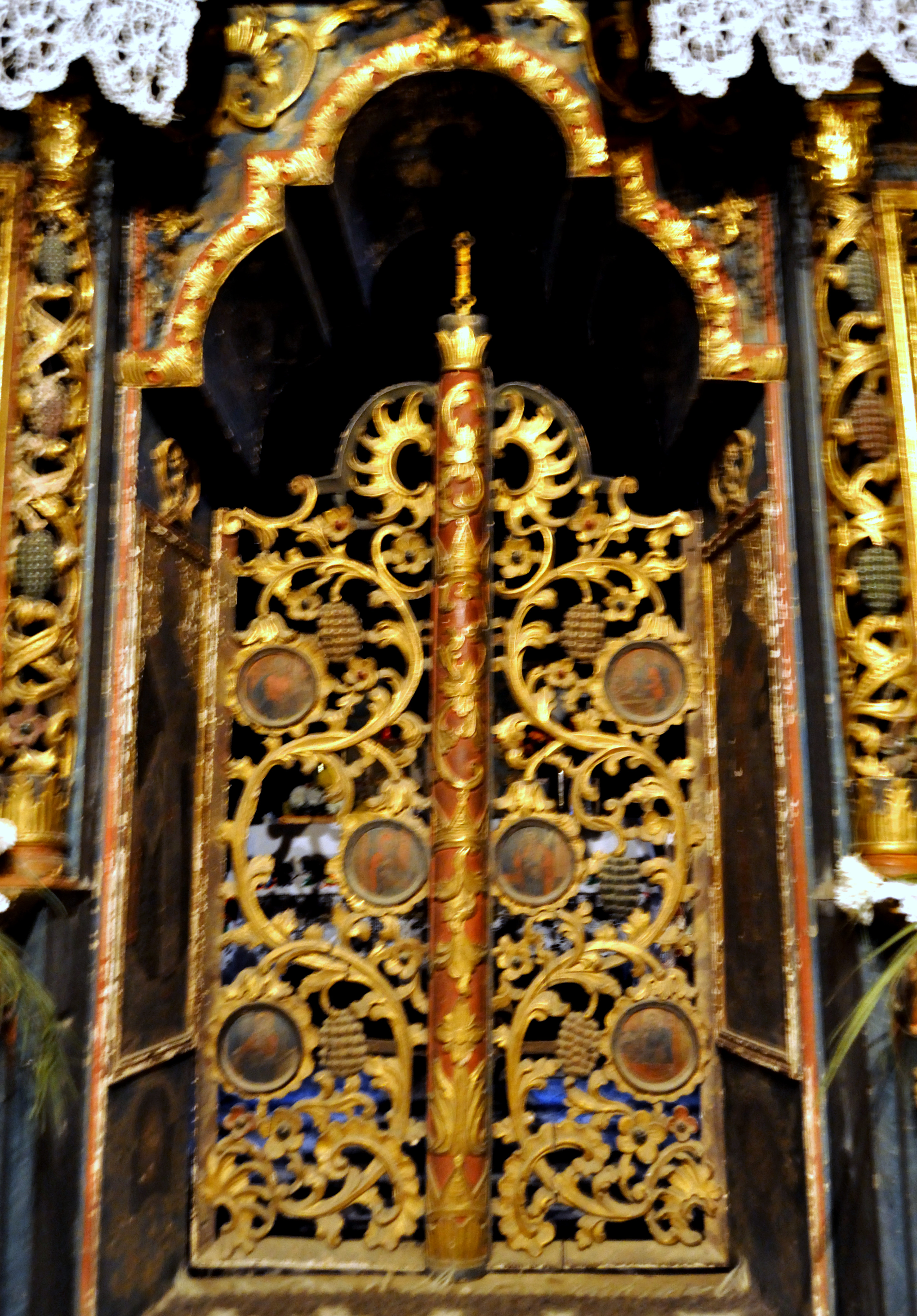
Ușile împărătești

Biserica de lemn din Șurdești, cu hramul Sfinții Arhangheli Mihail și Gavril, este un monument istoric și de arhitectură inclus din anul 1999 în lista patrimoniului cultural mondial UNESCO. Biserica a fost ridicată la 1721 de  comunitatea greco-catolică a satului și construită sub îndrumarea meșterului Ion Macarie, din lemn de stejar de munte. Lăcașul este impunător ca proporții, având înălțimea totală de 72 de metri. Turnul principal este flancat de patru turnulețe mai mici și face, cu cei 54 de metri ai săi, ca această biserică de lemn să fie cea mai înaltă din lume datând din acea perioadă. Îmbinând toate elementele de arhitectură, rezistență, decor, sub forma cea mai evoluată a vremii, această biserică este un reper de vârf în cazul bisericilor de lemn, atingând în realizarea sa perfecțiunea structurală și estetică. În partea de sus a satului, într-un cimitir, există o mică biserică de lemn mai veche, adusă în anii 1930 dintr-un sat vecin.

## Trăsături
Biserica are plan dreptunghiular, cu pridvor și absida altarului poligonală. Acoperișul are streșină dublă pe întreg conturul bisericii, iar ferestrele sunt tăiate în partea superioară în acoladă. În partea exterioară a altarului, se poate observa cel mai bine modul de îmbinare a lemnului. Pridvorul, element ce conferă părții de intrare o eleganță deosebită, este dispus pe două niveluri și prezintă două rânduri de arcade suprapuse, cu deschideri diferite, dar similare ca formă. Turnul pornește de pe pronaos - prima încăpere și este asigurat, din punct de vedere al structurii de rezistență împotriva vânturilor, pe toată lungimea lui. Brâul de torsadă este sculptat de jur-împrejurul bisericii. La toate crucile de pe biserică se poate observa semiluna, pusă împotriva distrugerii de către tătari, ultima lor invazie în zonă fiind datată 1717. Ferestrele peretelui ce desparte pronaosul de naos au fost decupate abia în 1932. Interiorul este pardosit cu lespezi mari de piatră. Pictura murală, executată pe lemn, a fost realizată la sfârșitul secolului XVIII de către diferiți artiști, cel mai cunoscut fiind Ștefan Zugravul din Șișești. Este ușor de remarcat influența stilului baroc, stil care se evidențiază cel mai mult în cazul iconostasului, atât în privința picturii cât și a sculpturii. Picturi din pronaos: „Judecata universală", „Străjerul”, de lângă stâlpul ușii de intrare, și „Toma necredinciosul". Iconostasul - cu puternice influențe baroce, este piesa de maximă atracție a interiorului. Pe bolta naosului sunt pictate: Sfânta Treime și personaje din Apocalipsa Sfântului Ioan. În partea stângă a naosului, este pictată Scara lui Iacob iar, în dreapta, Sfântul Ilie, în carul de foc, aruncându-i mantaua profetului Elisei, succesorul său. În interior există o scară sculptată într-un singur trunchi de stejar, dar și un candelabru din lemn sculptat. În cimitirul care înconjoară biserica se găsesc mai multe morminte de piatră în stil romanic în formă de sarcofag.

## Imagini din exterior

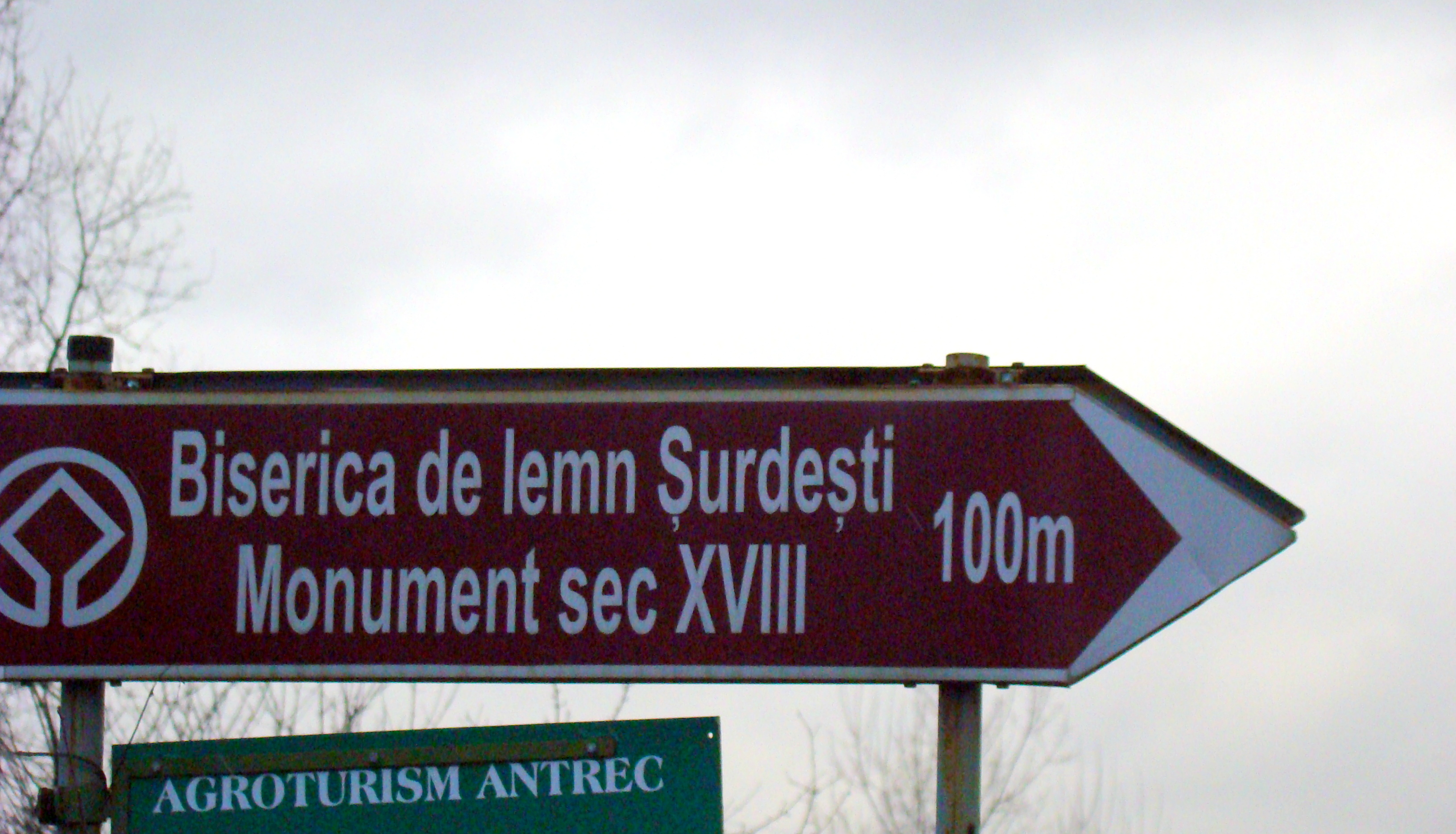
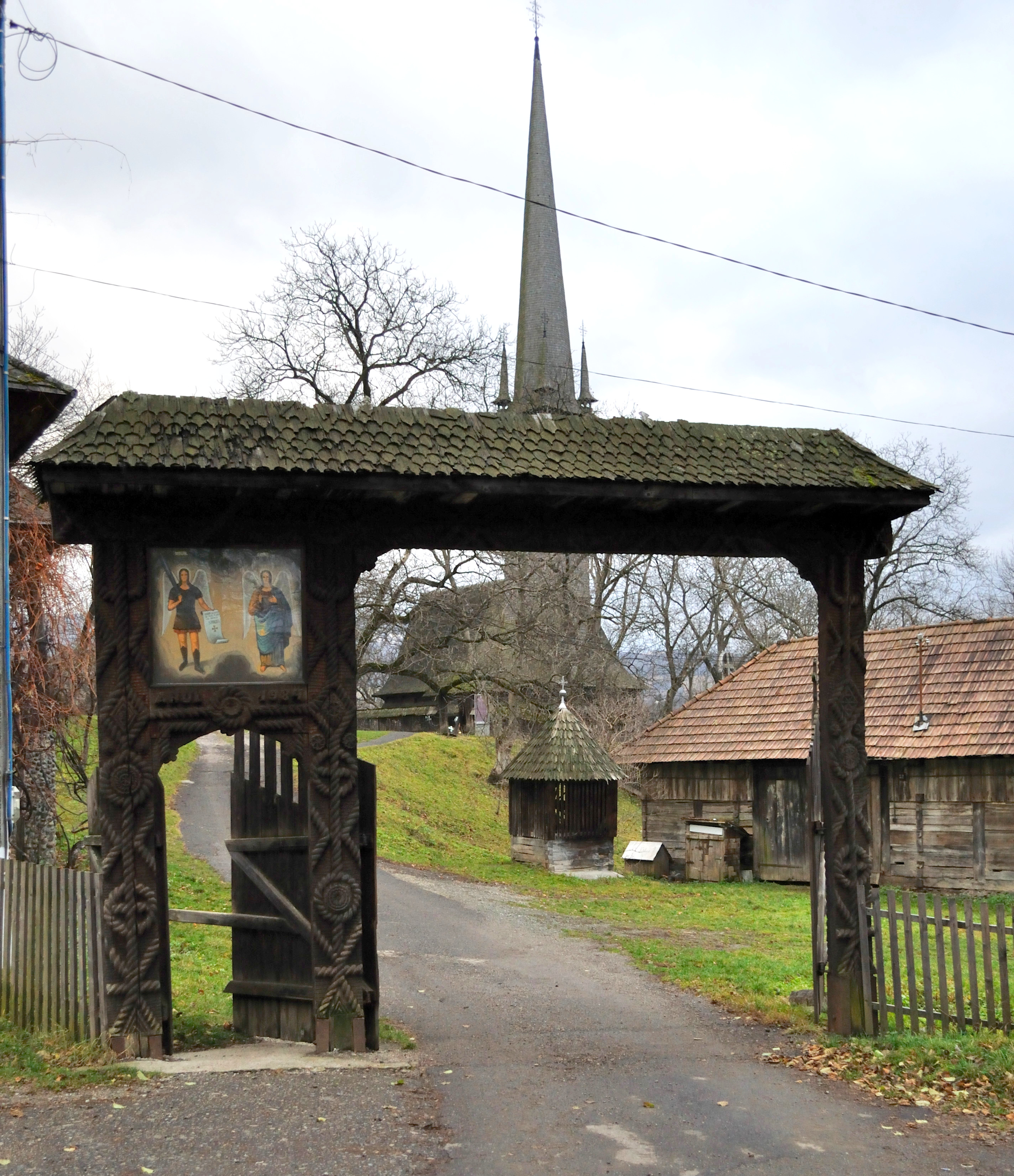
Poarta de lemn
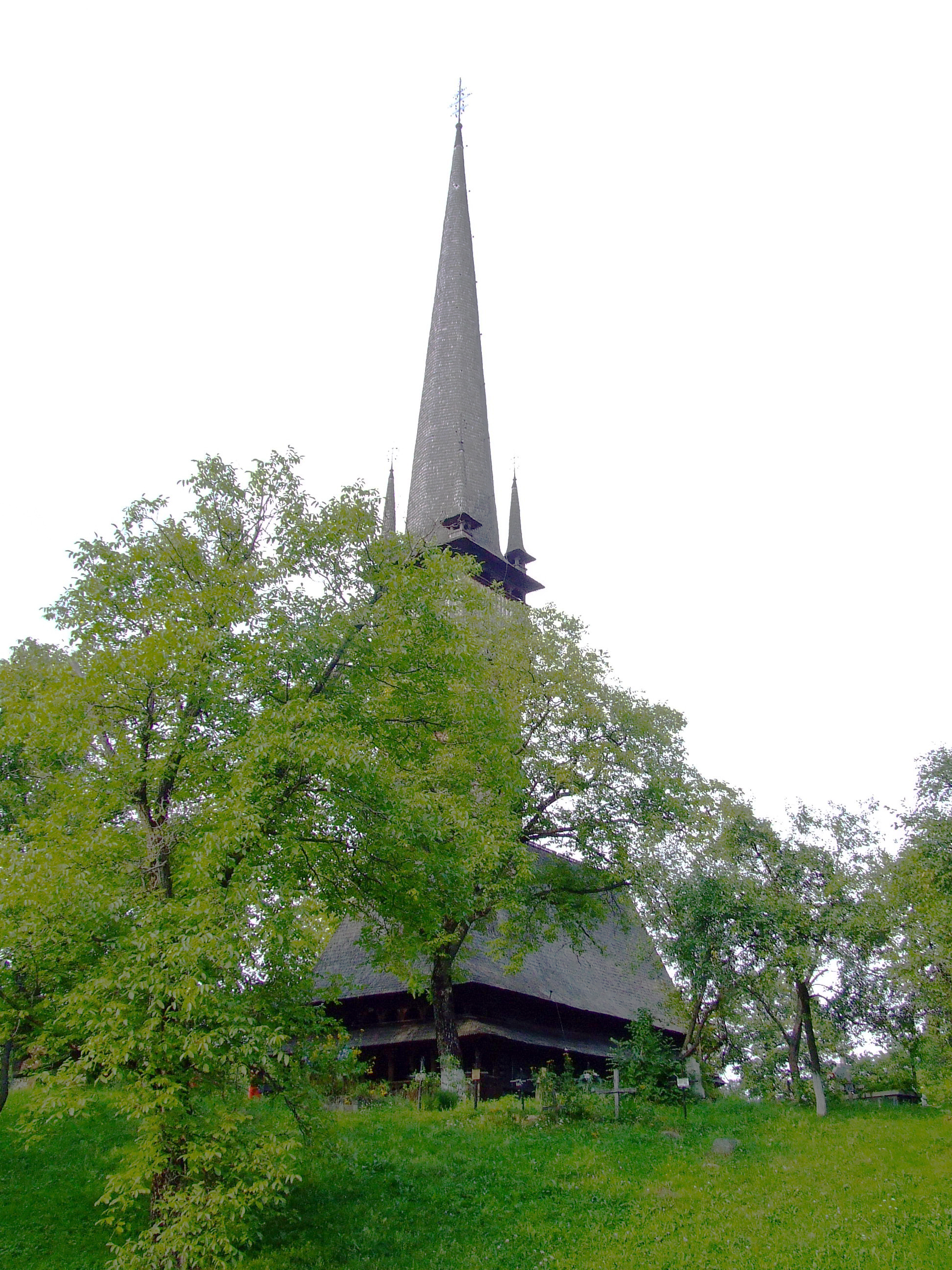
Biserica (sud-vest)
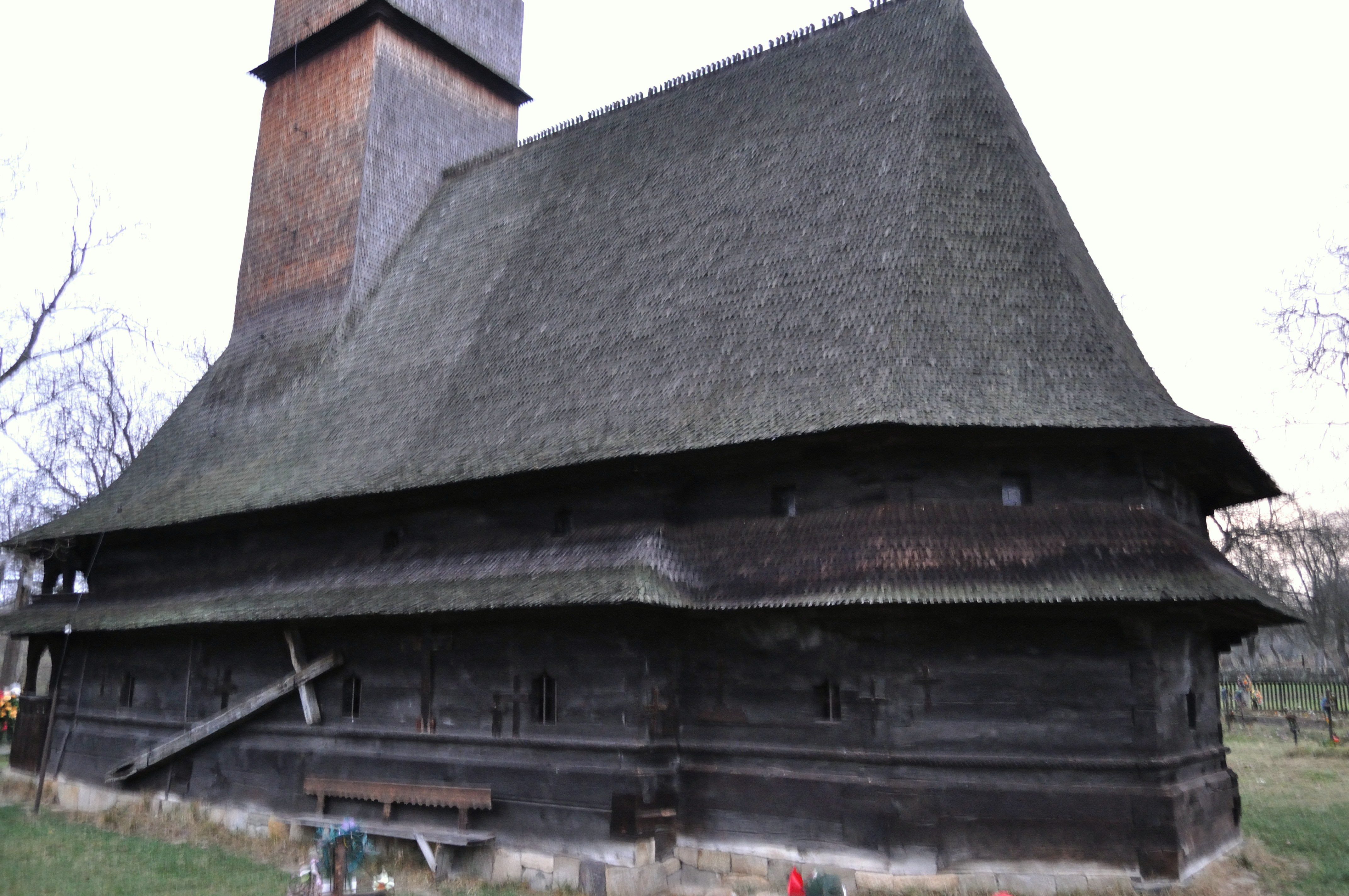
Butea bisericii (sud-est)
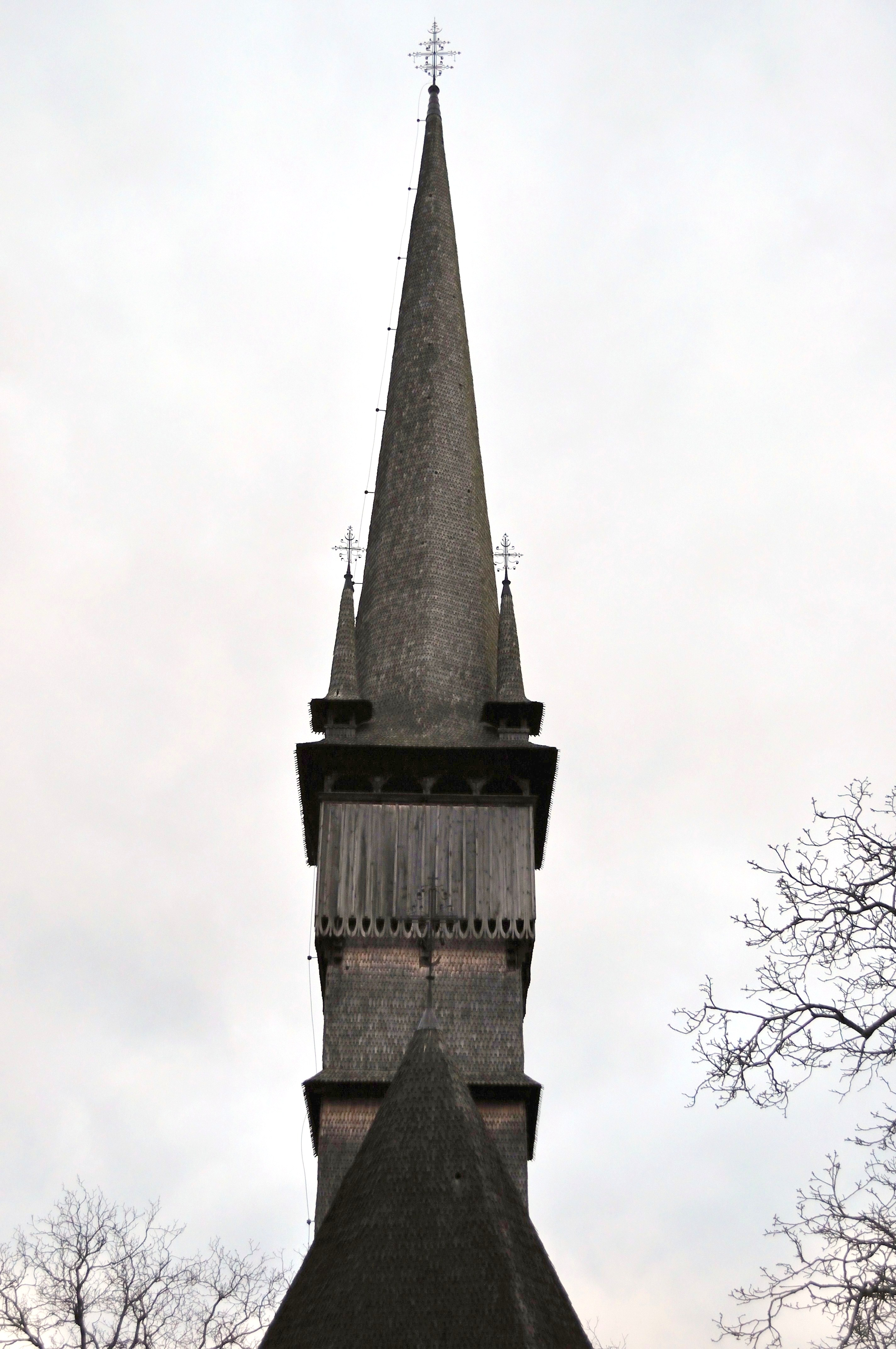
Turnul cu fleșa ascuțită
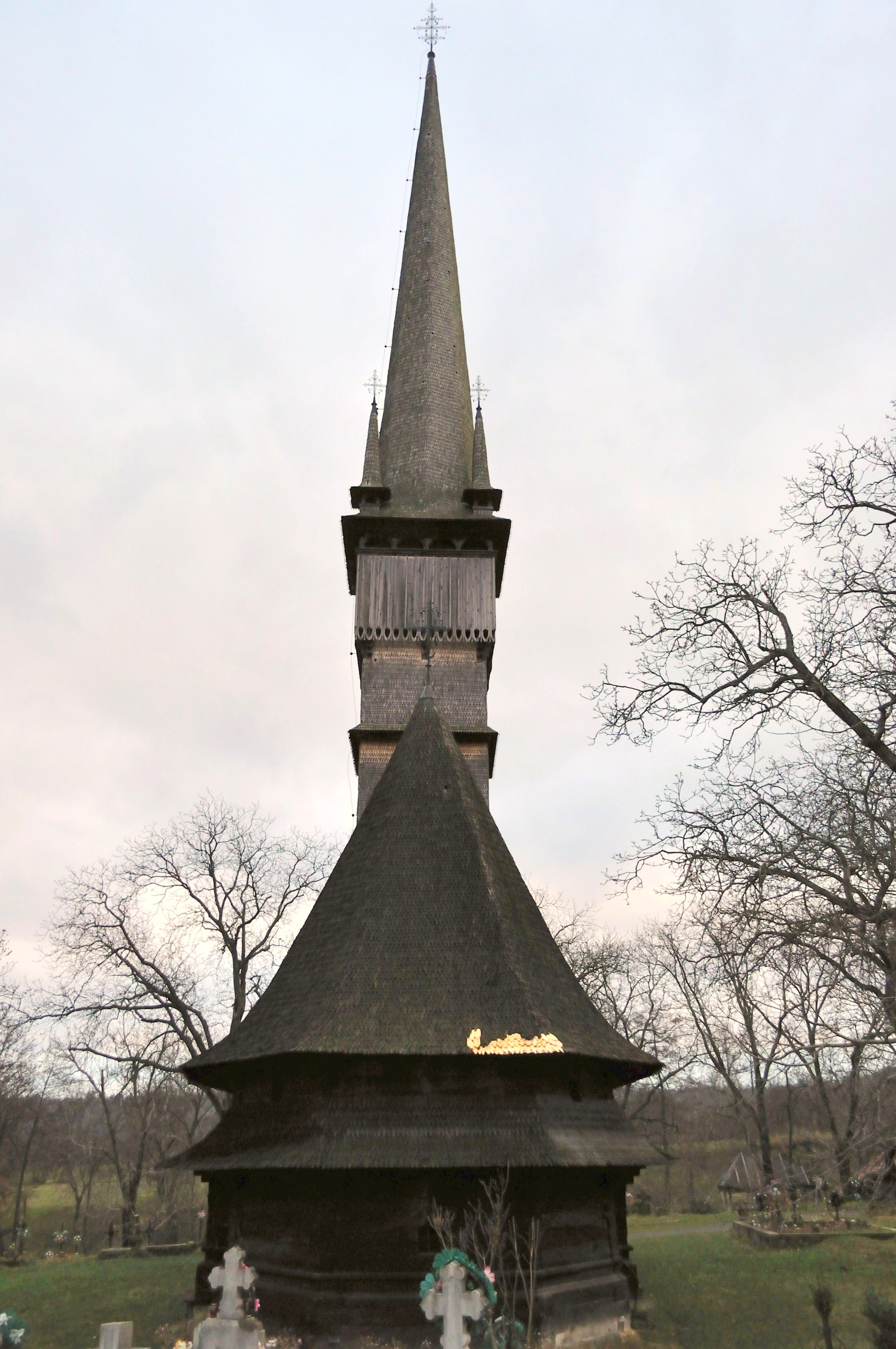
Biserica (est)
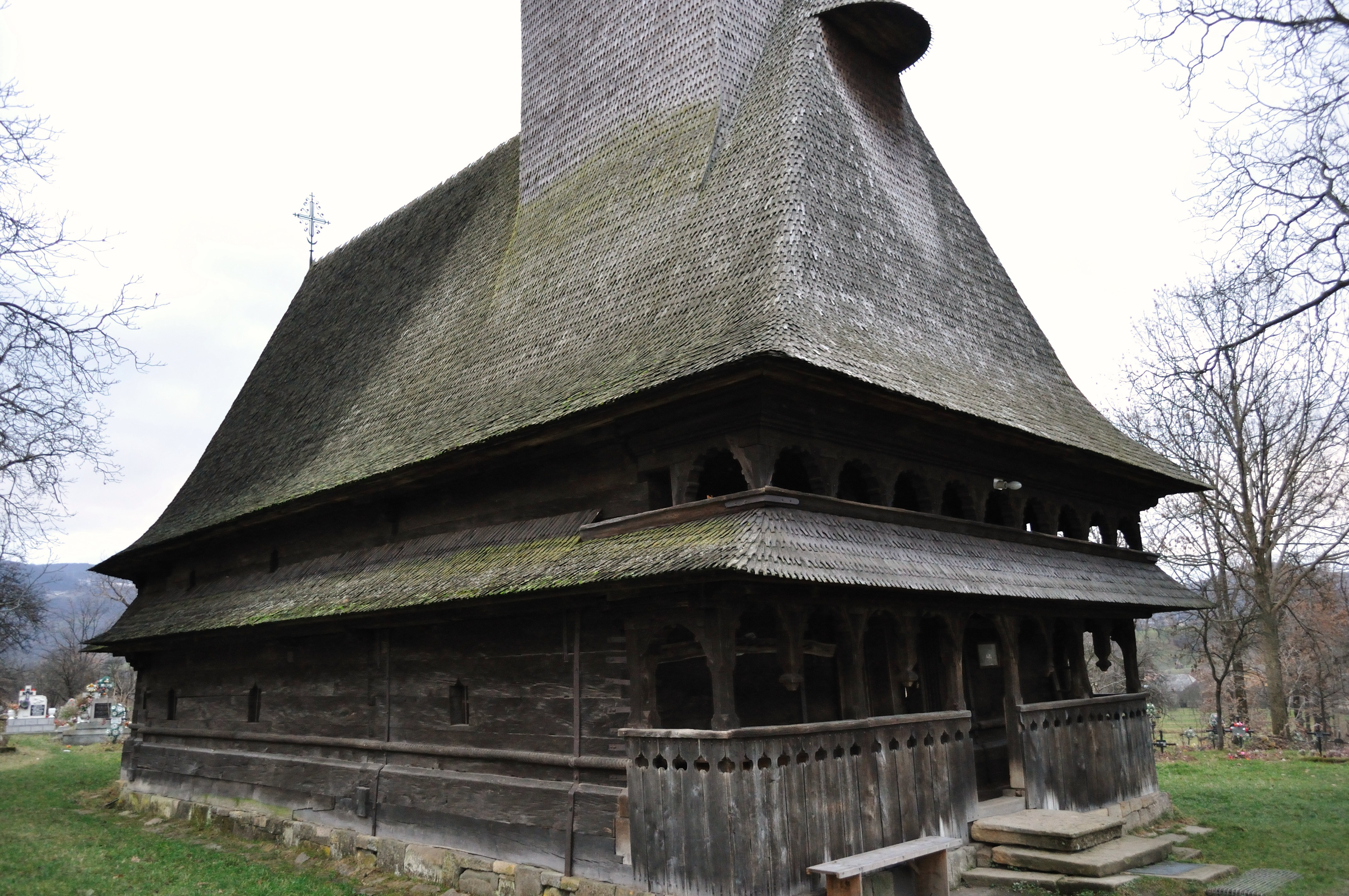
Butea bisericii (nord-vest)
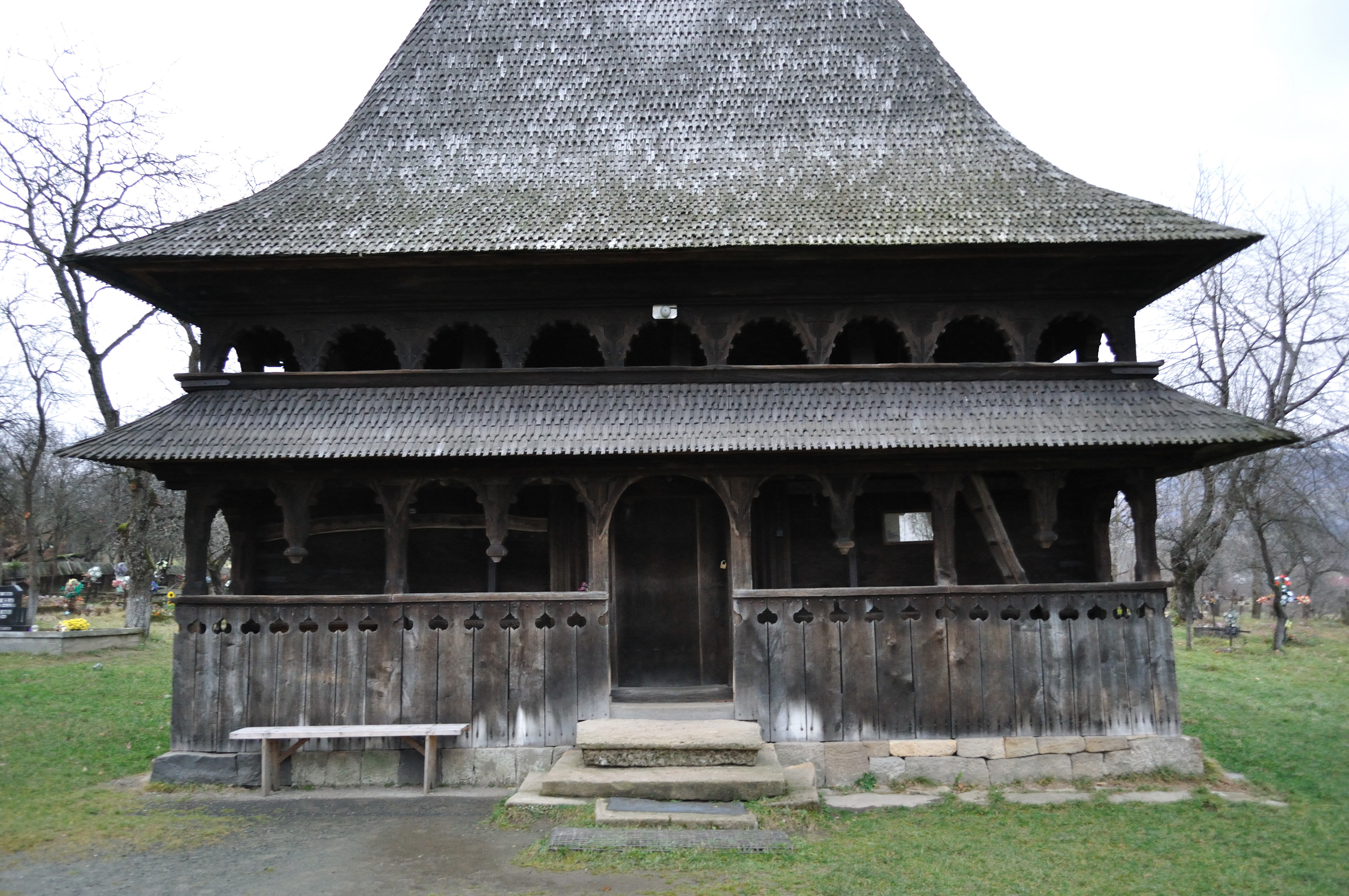
Pridvorul
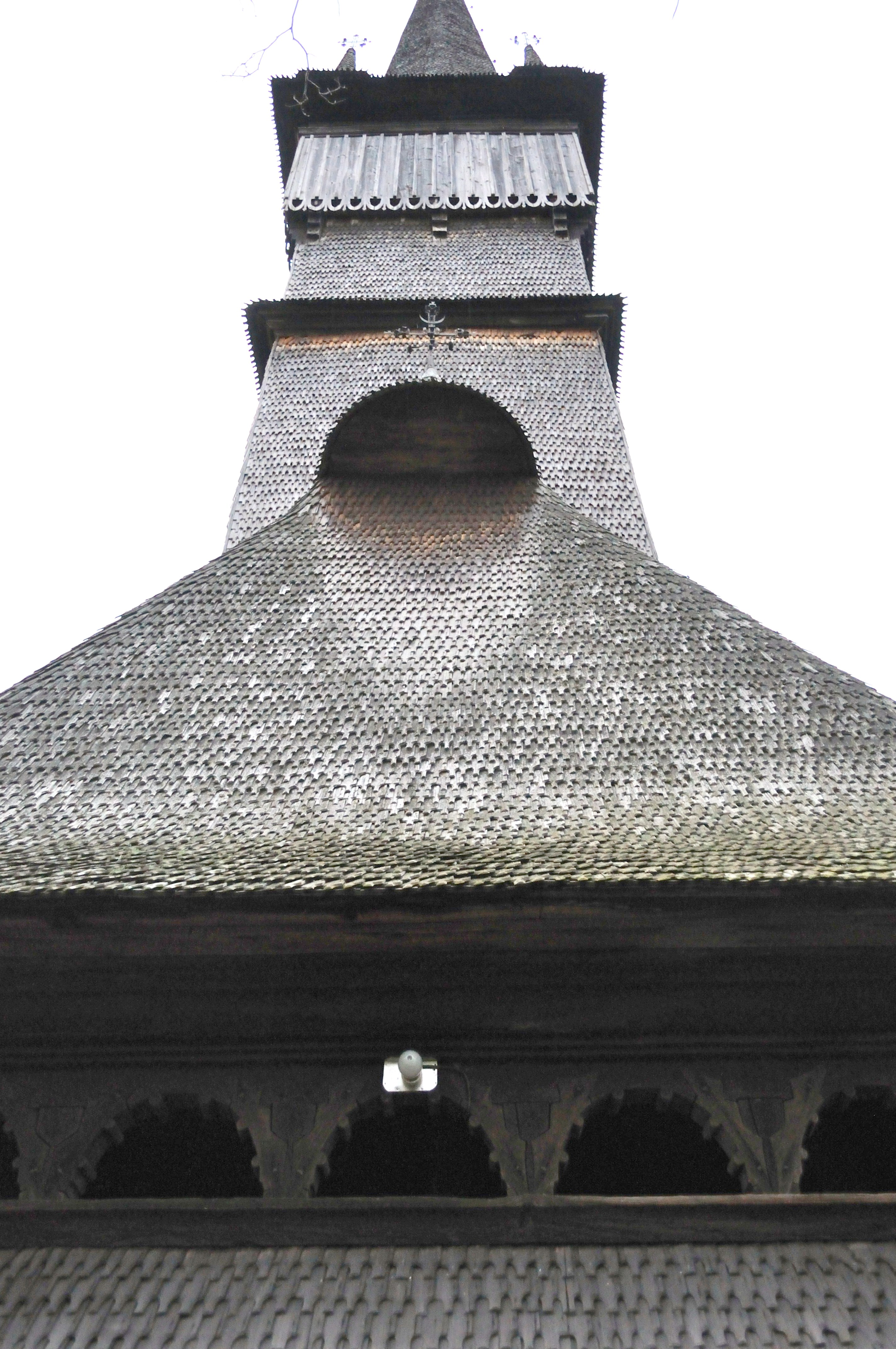
Turnul și galeria pridvorului
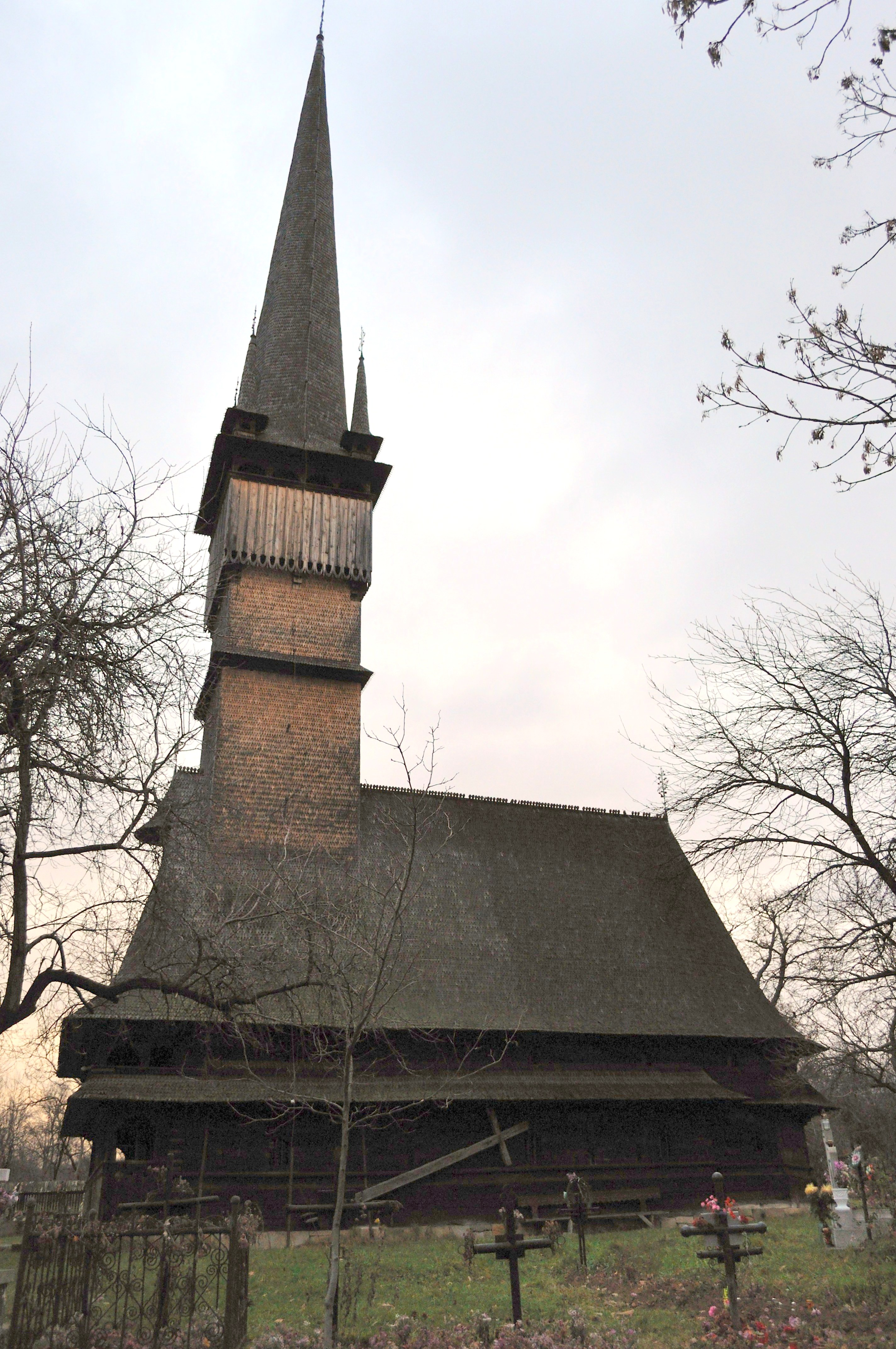
Biserica (sud)
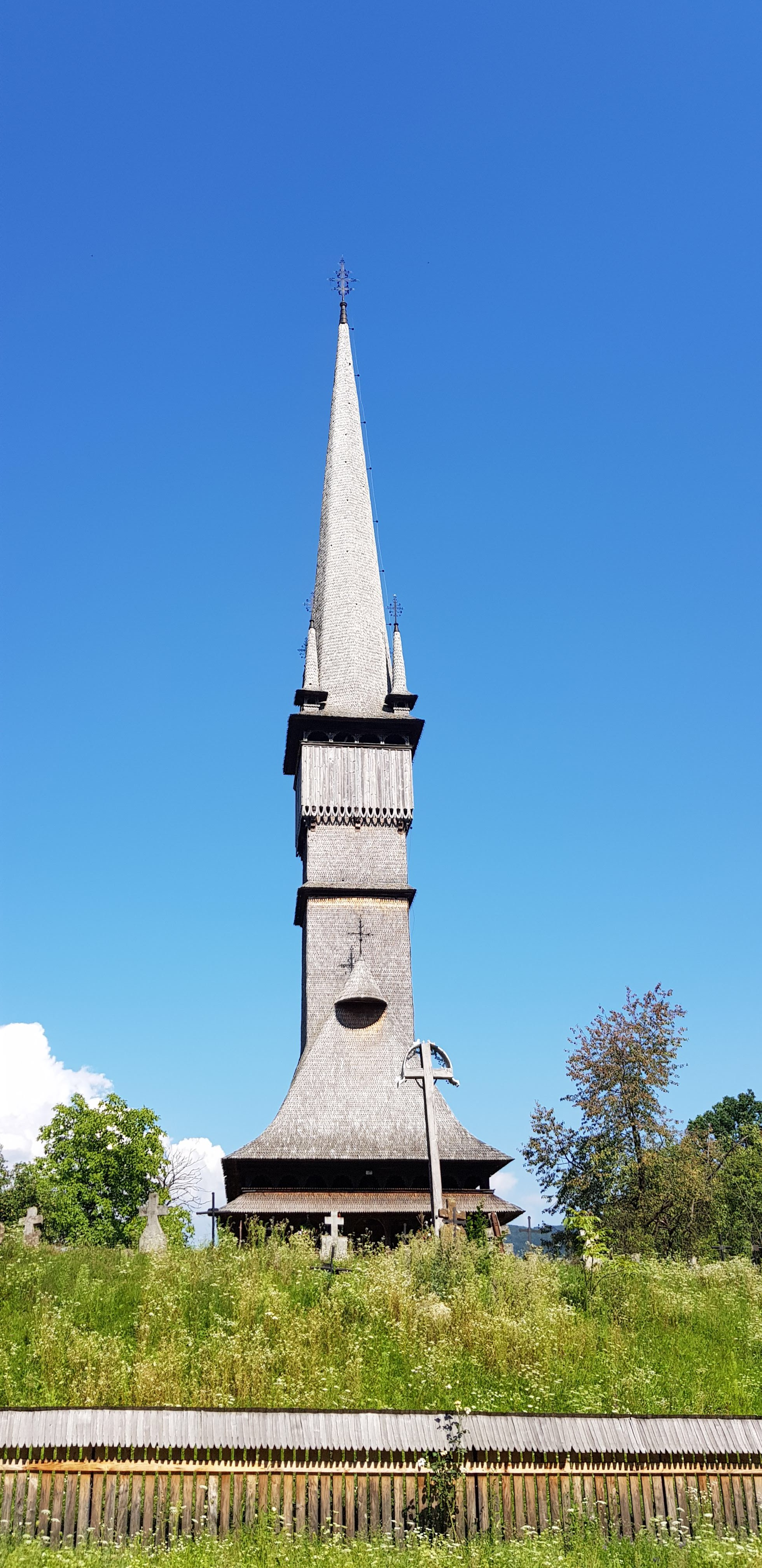
Biserica (vest)
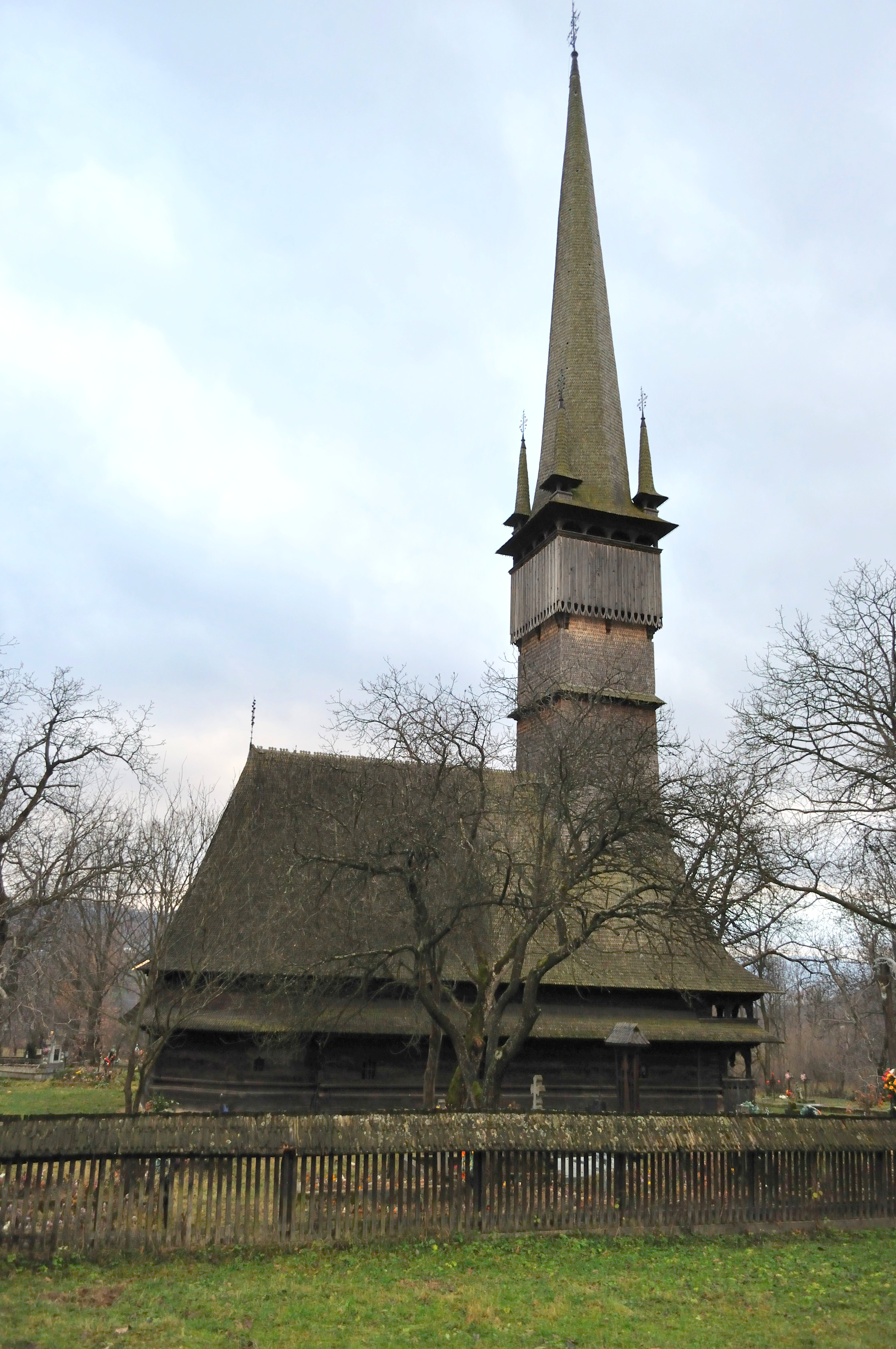
Biserica (nord)
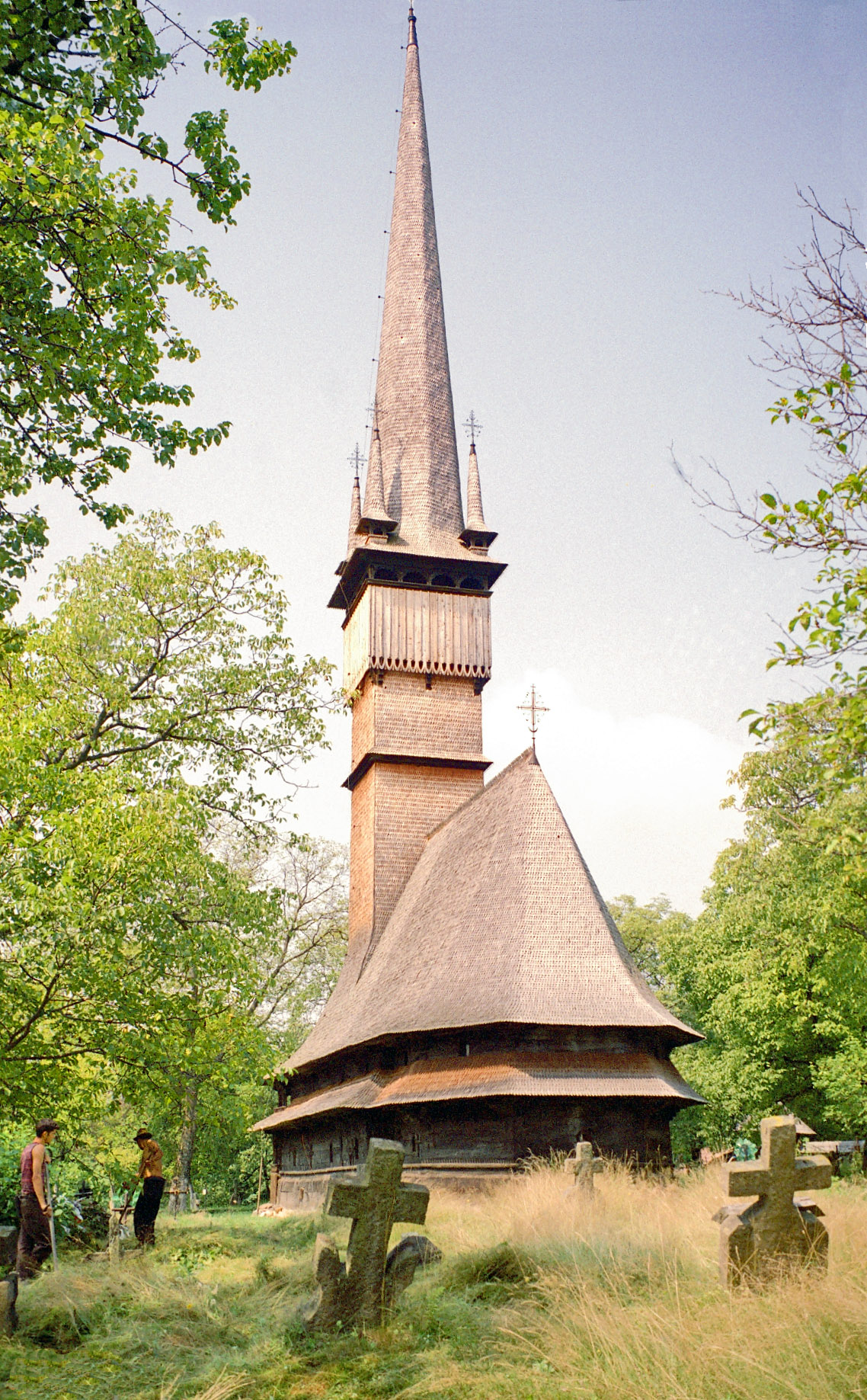
Biserica (sud-est)
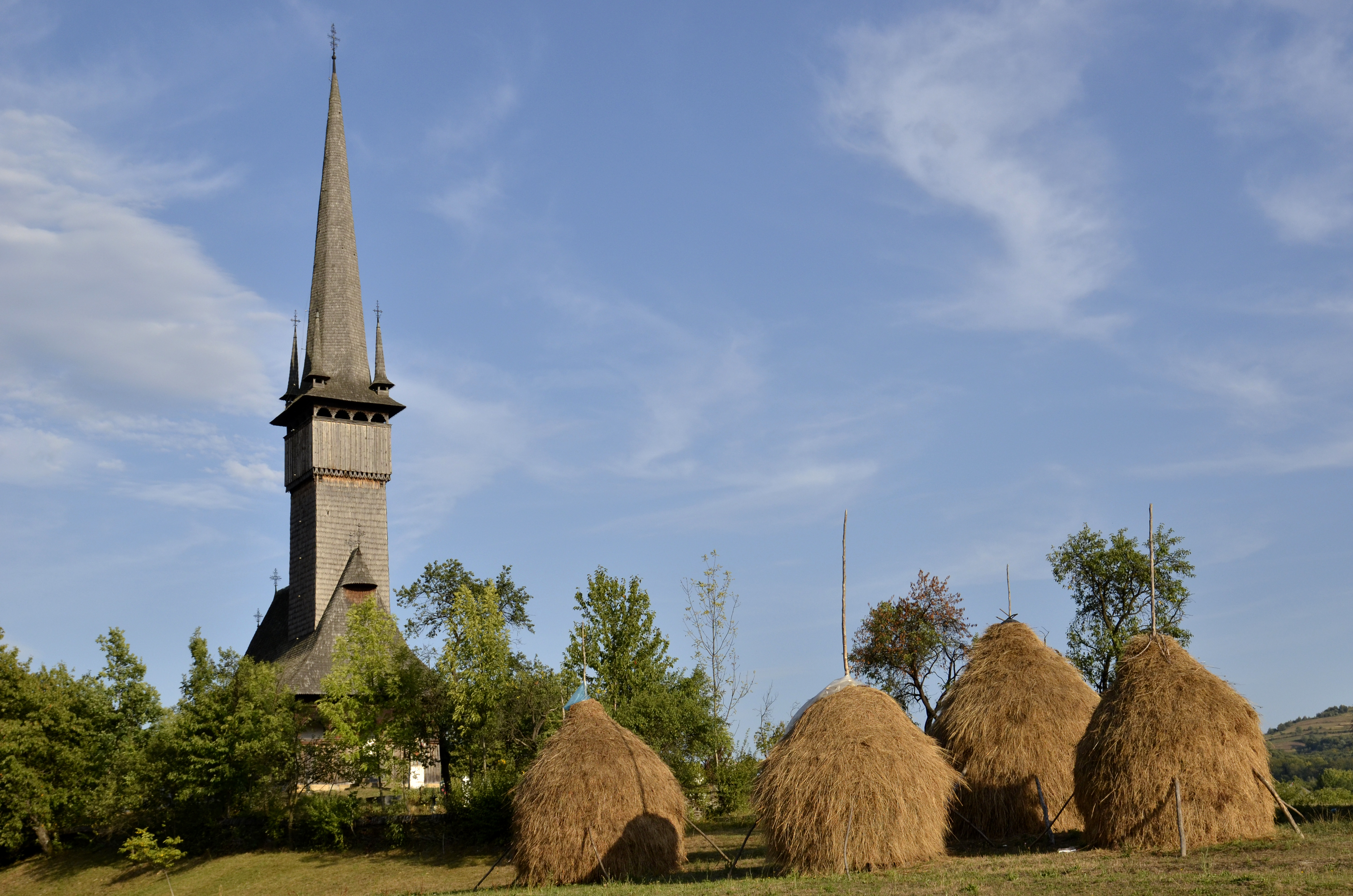
Biserica și împrejurimile
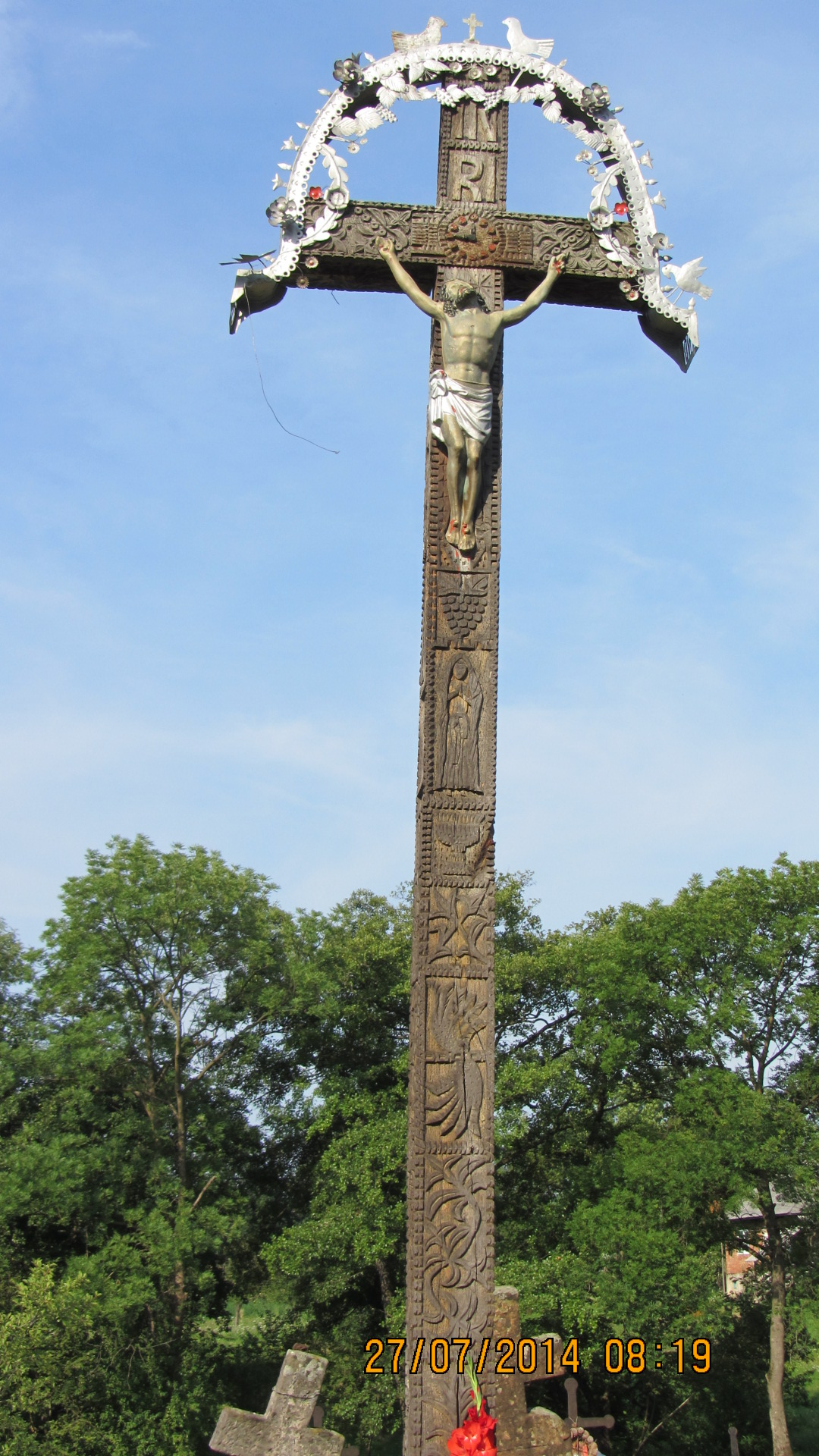
Troița
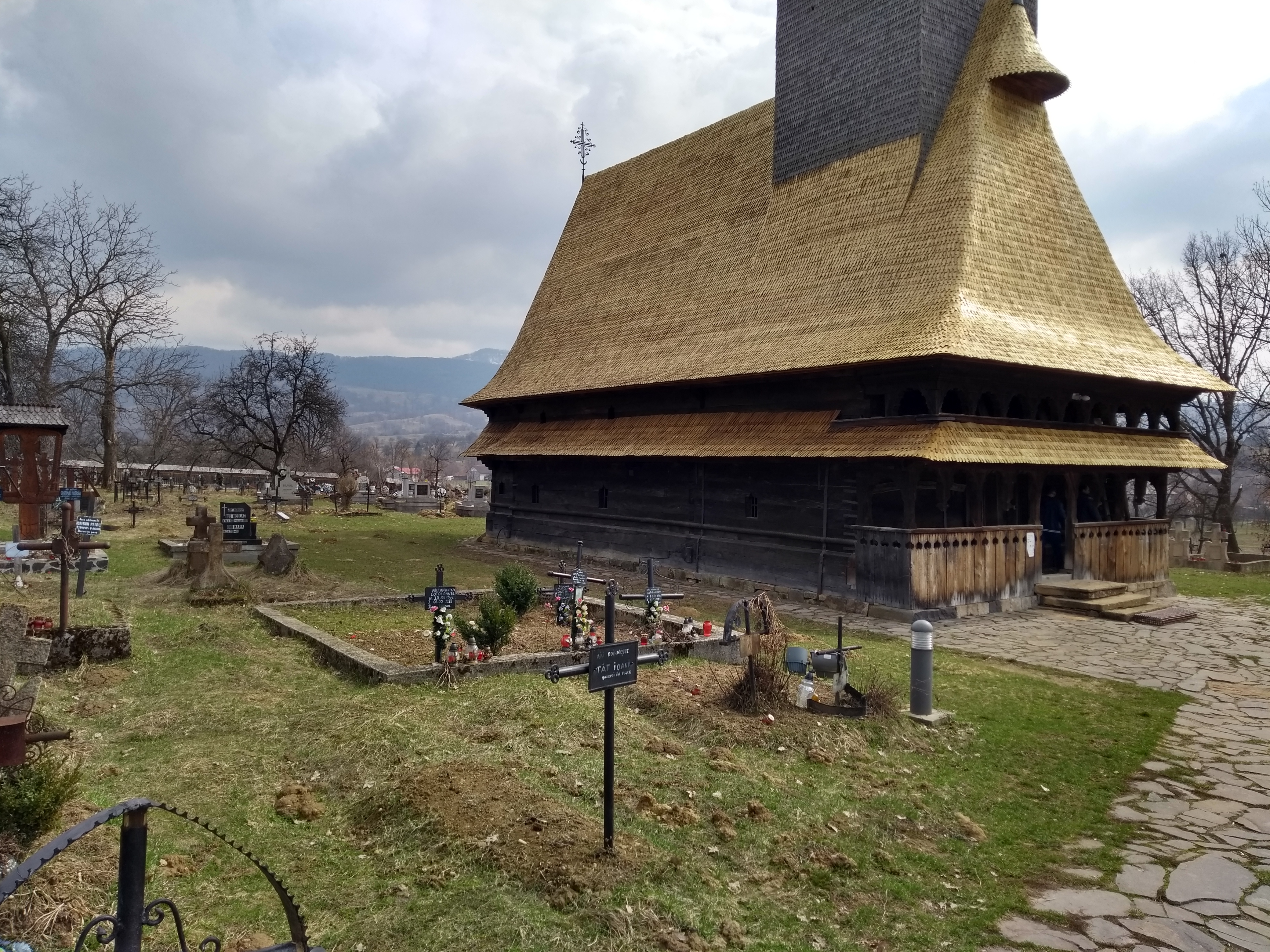
Butea bisericii și cimitirul

## Imagini din interior

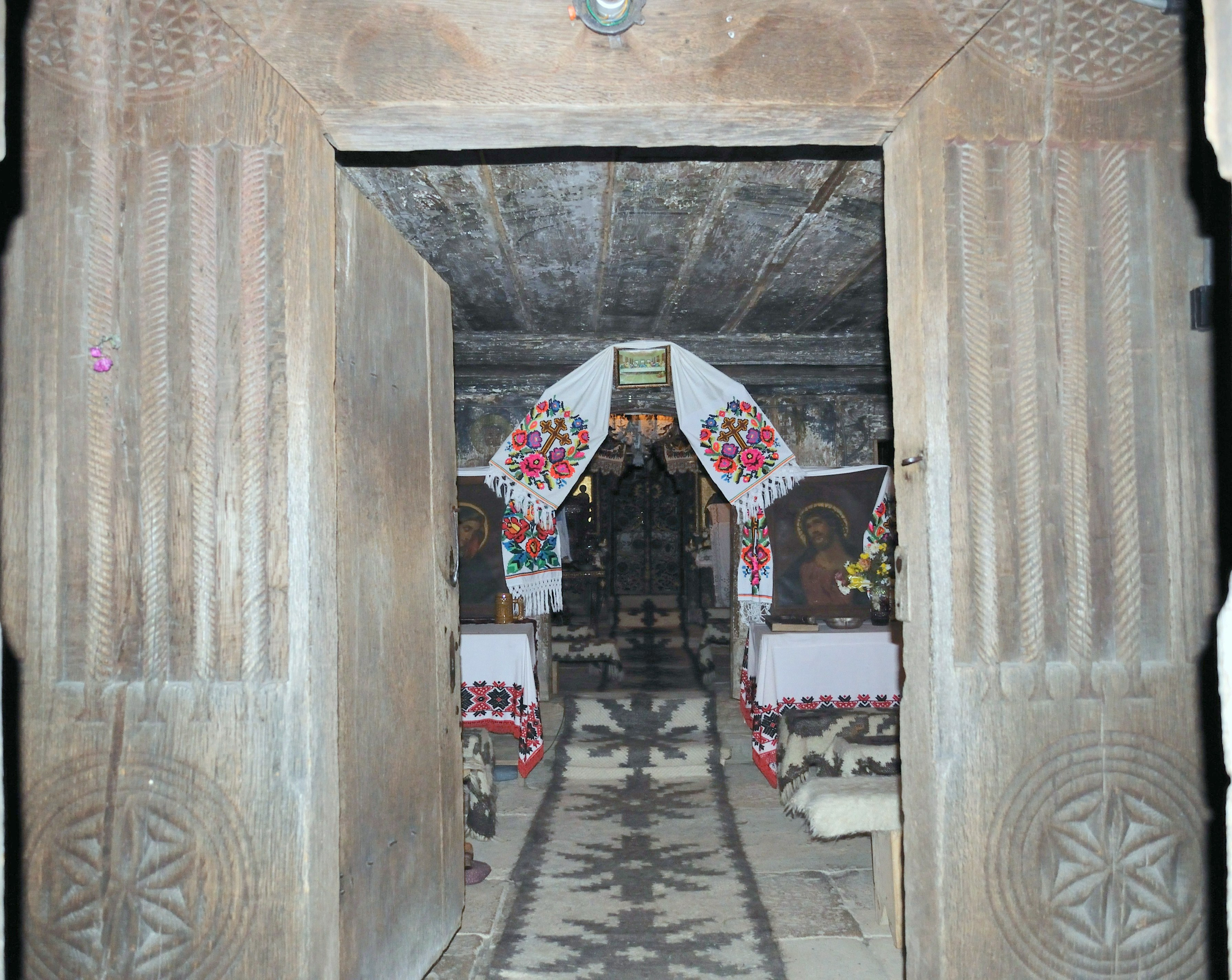
Portalul bisericii
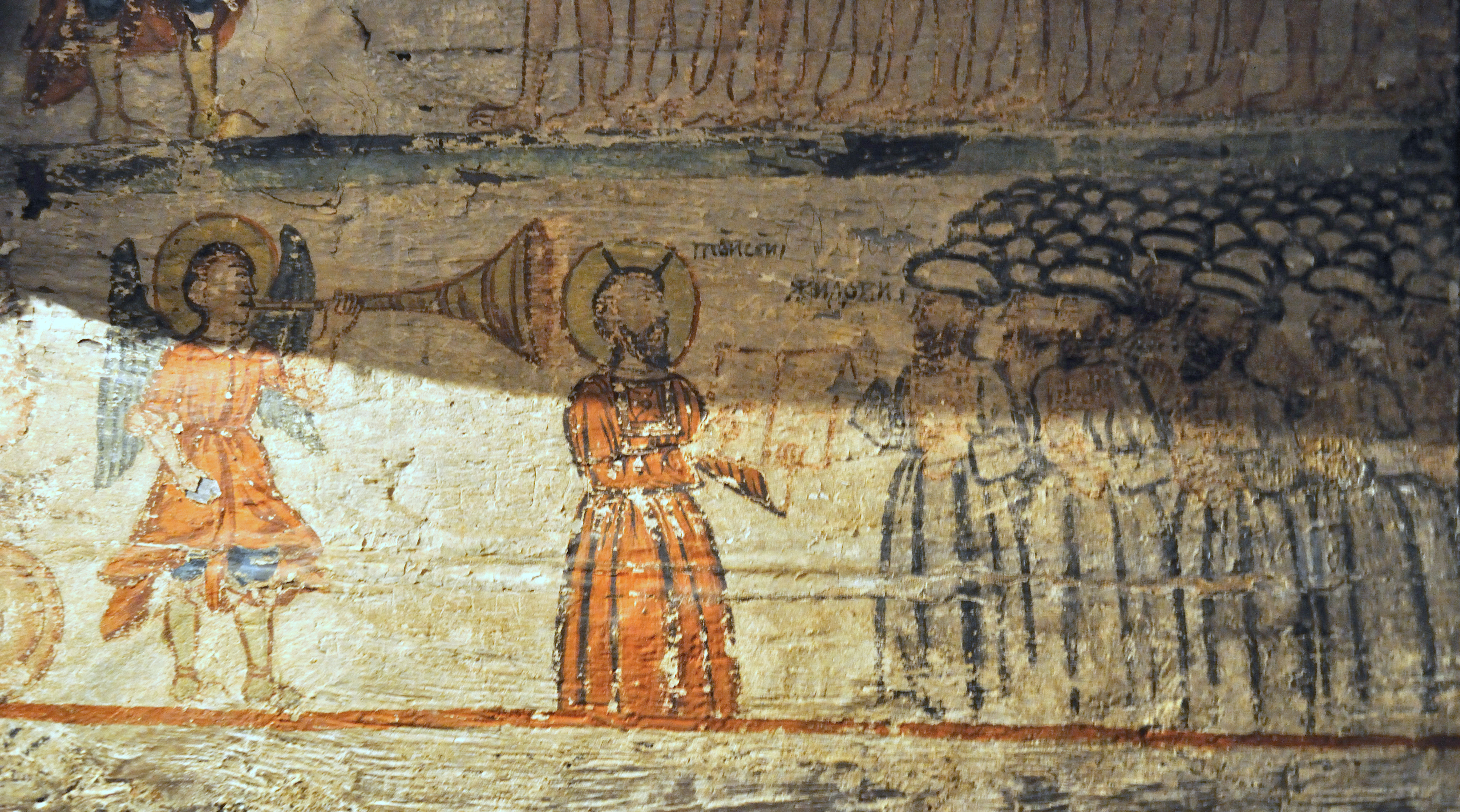
Detaliu frescă - pronaos
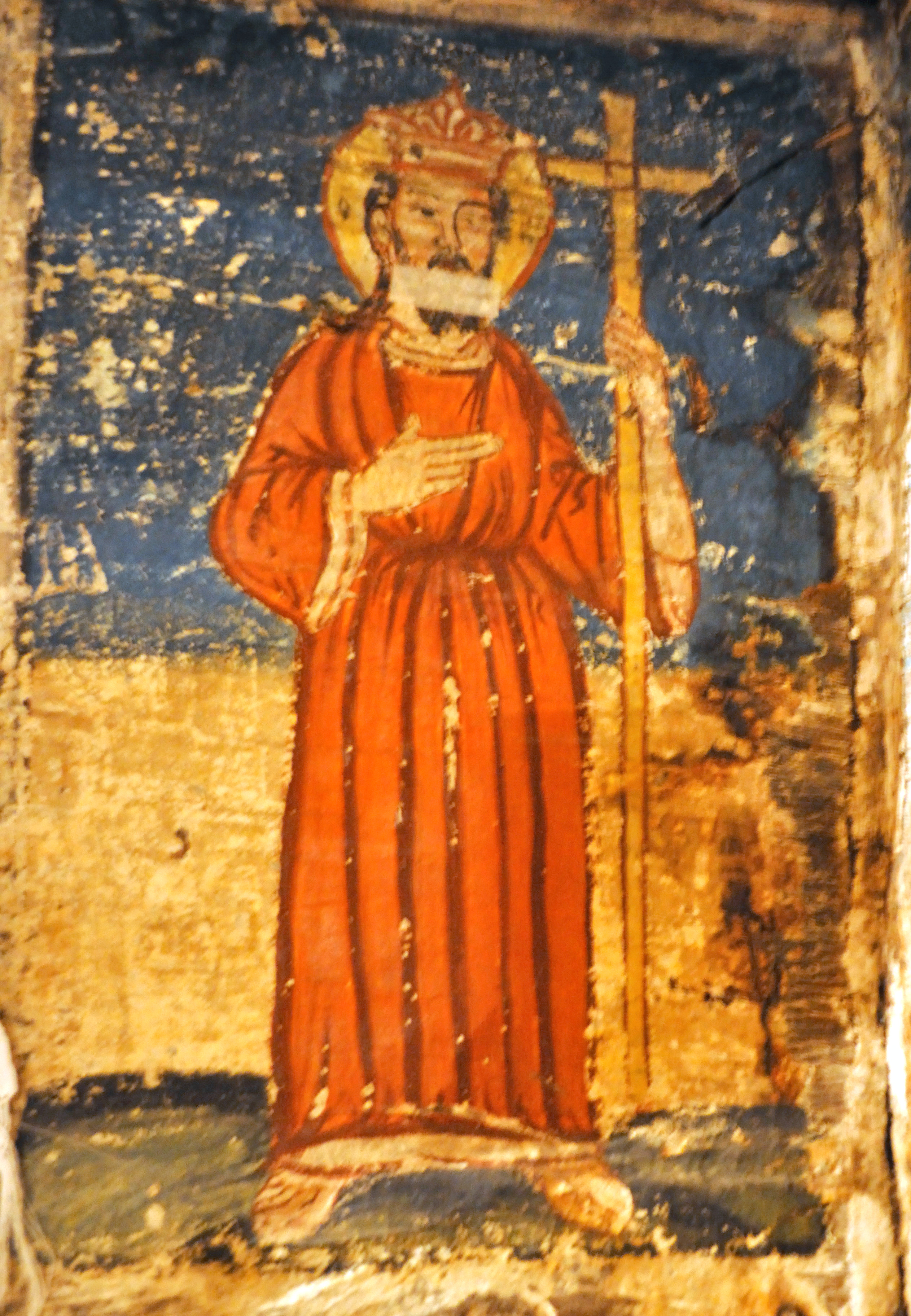
Detaliu frescă - pronaos
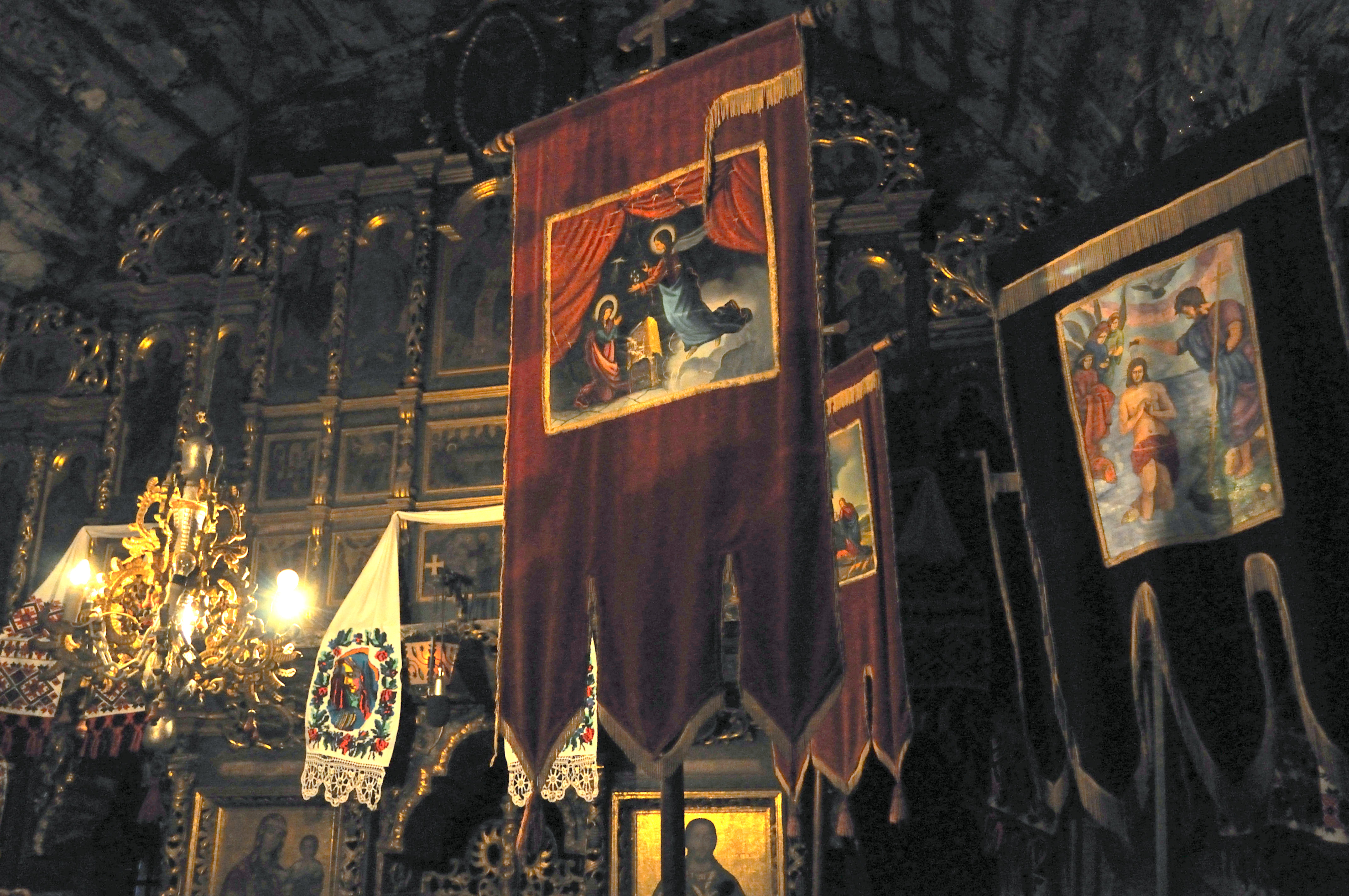
Prapuri
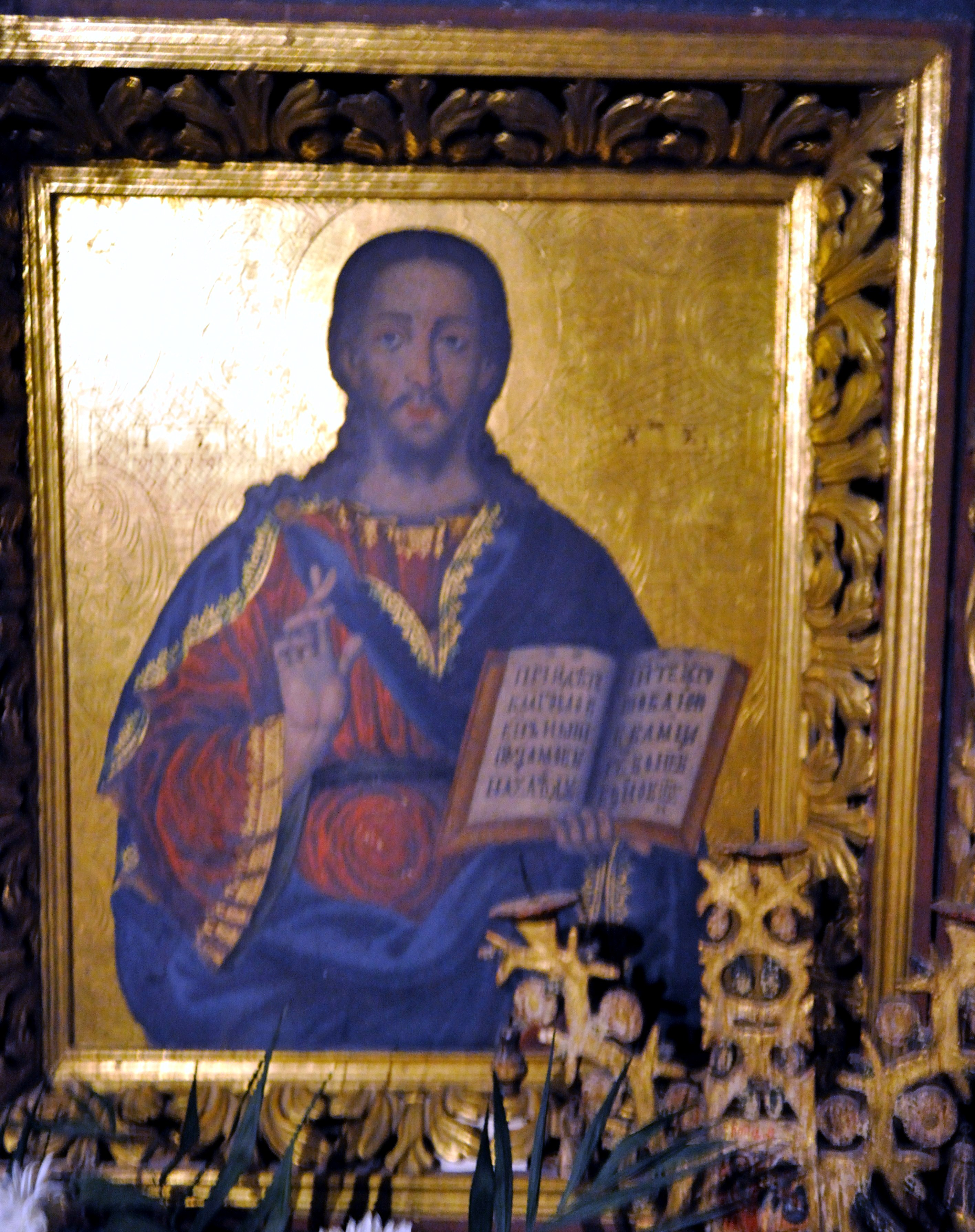
Icoană împărătească
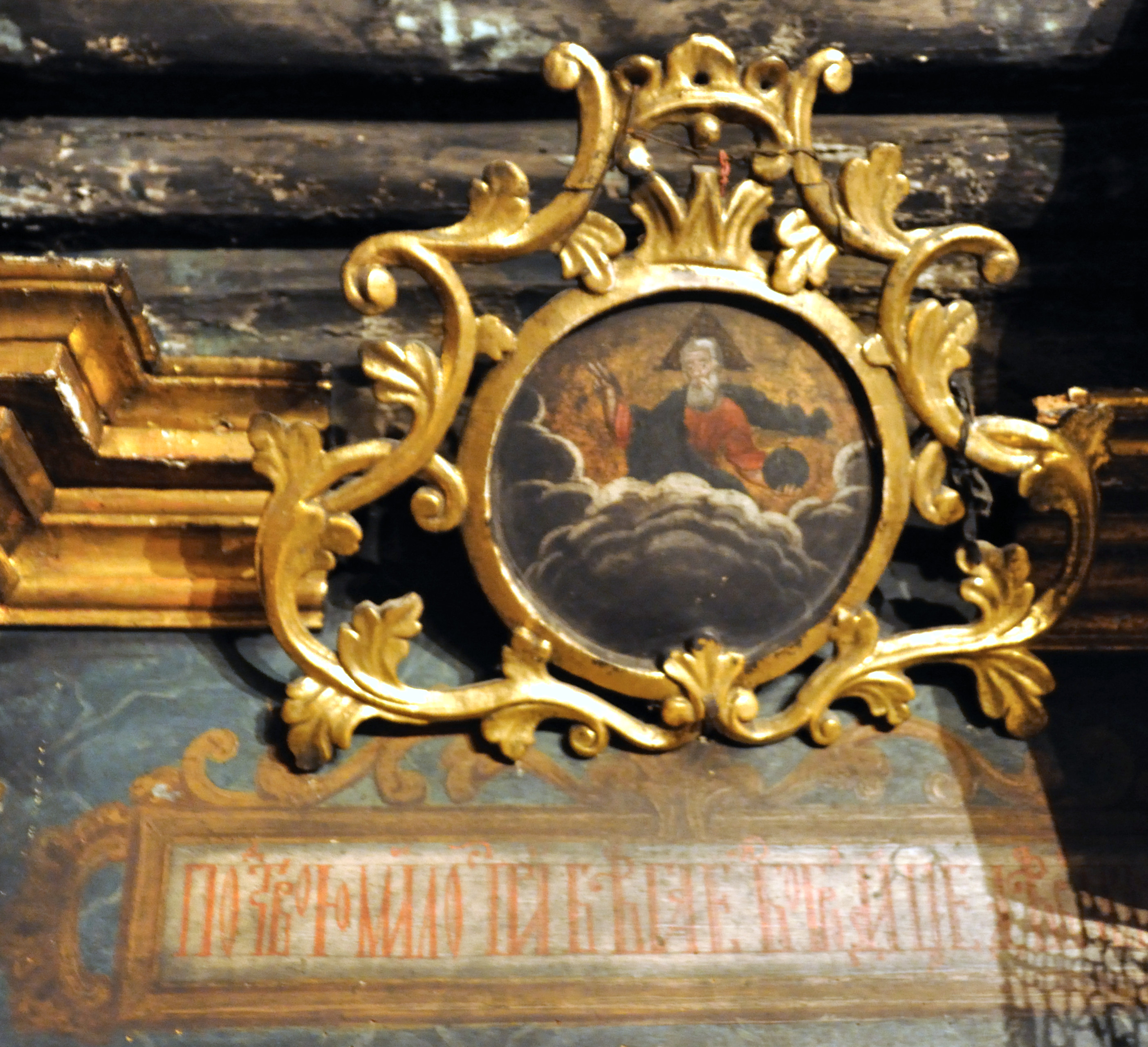
Detaliu - iconostas
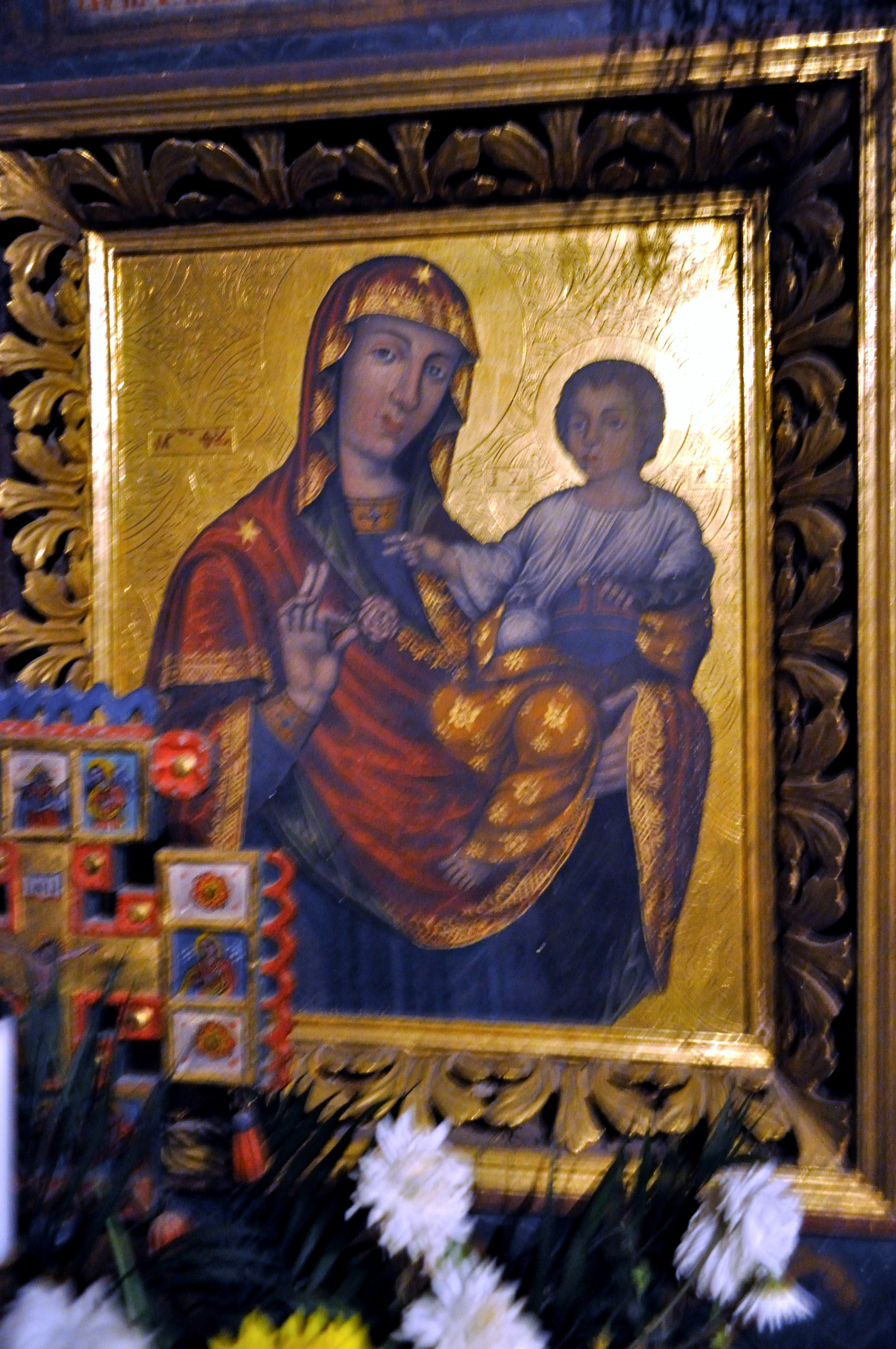
Icoană împărătească
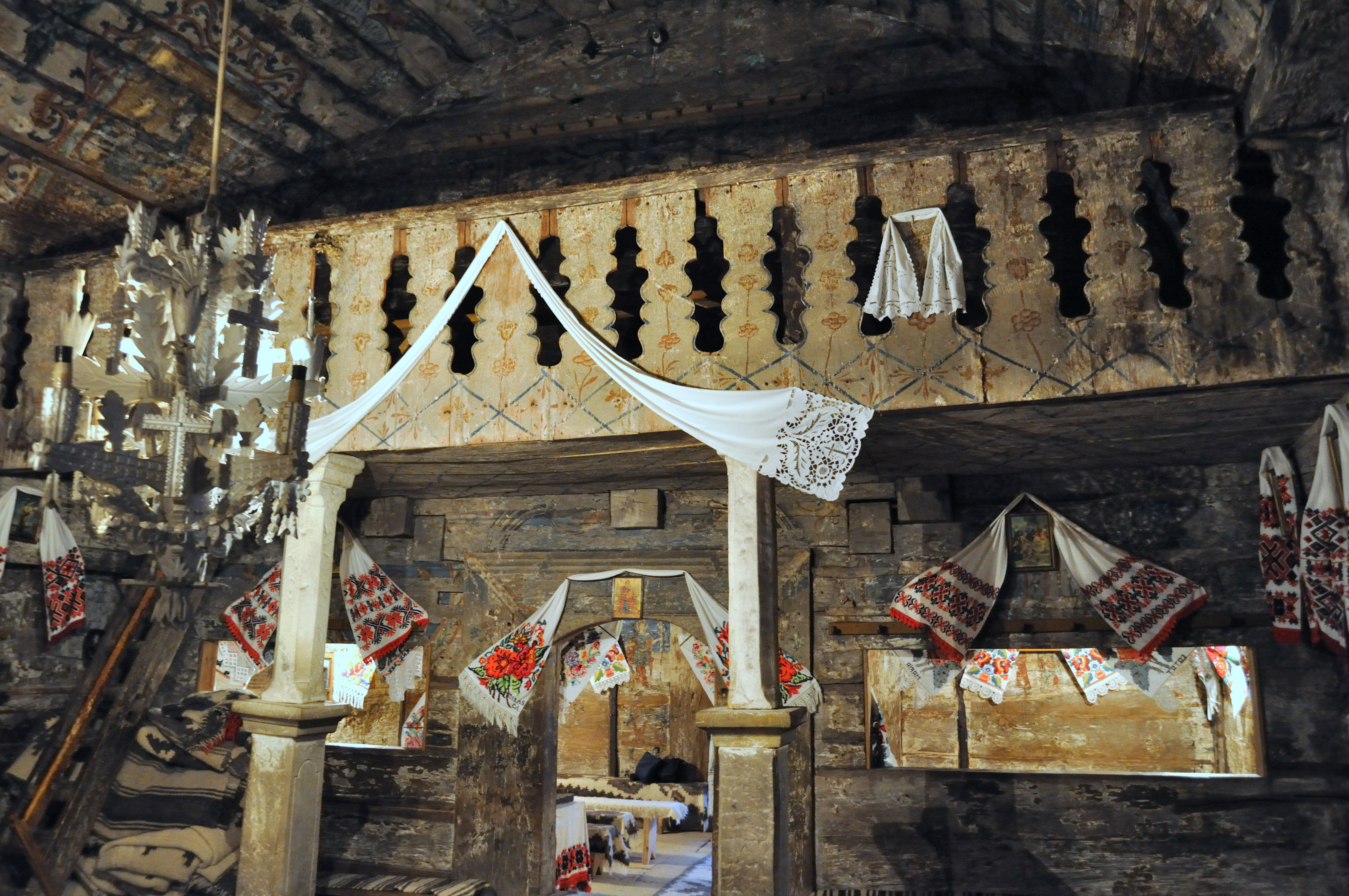
Corul
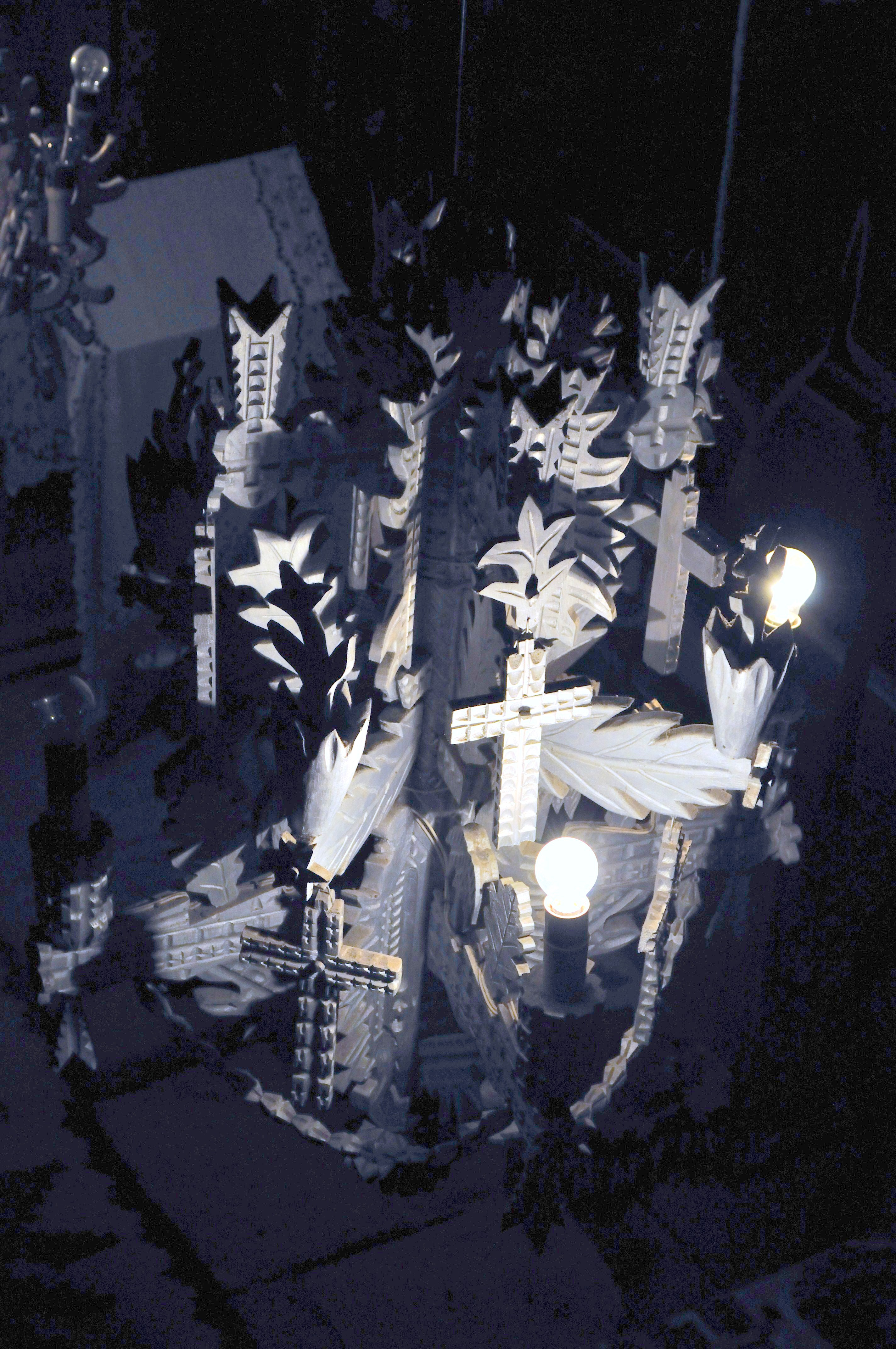
Candelabru
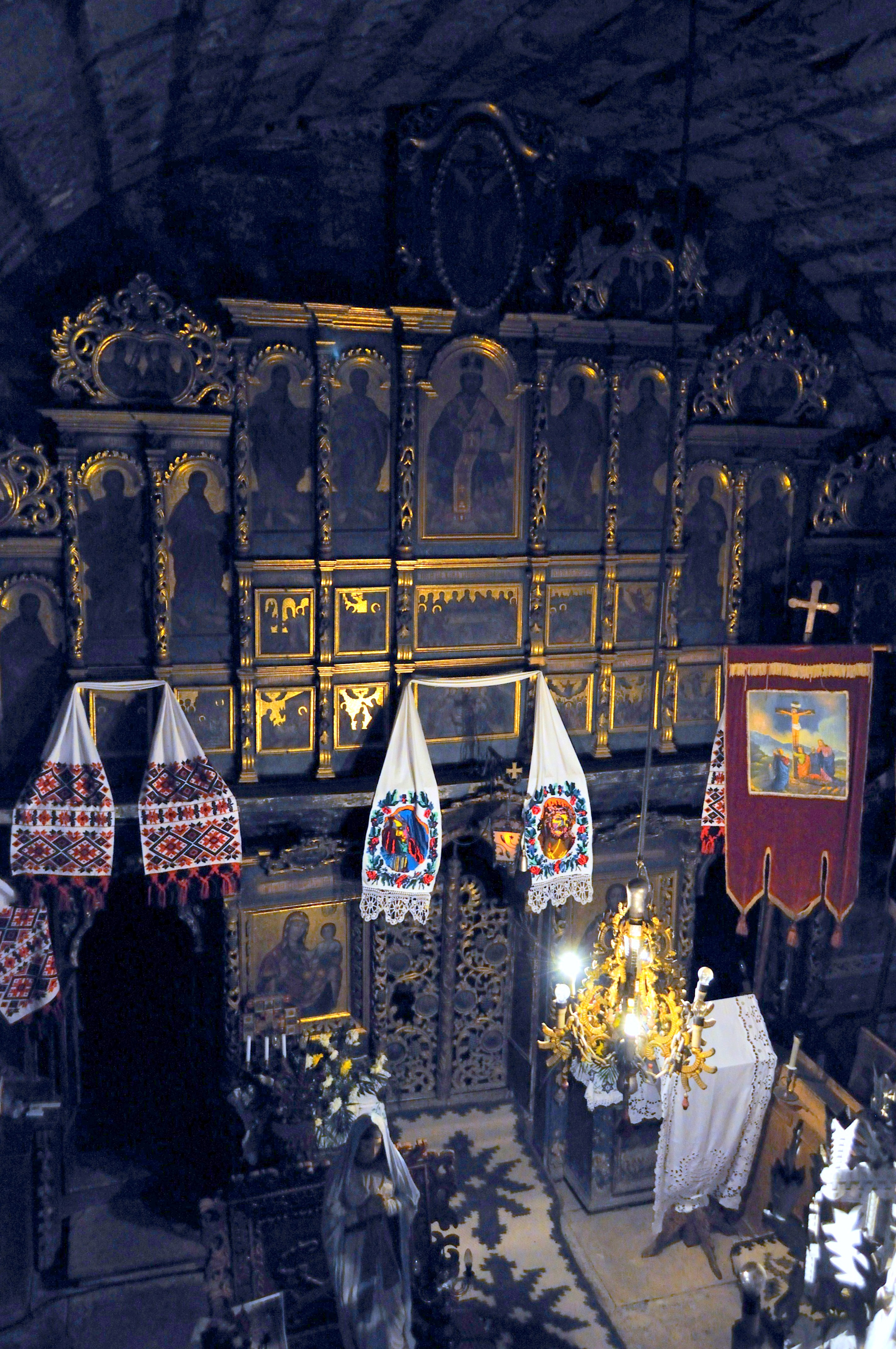
Iconostasul văzut din corul bisericii
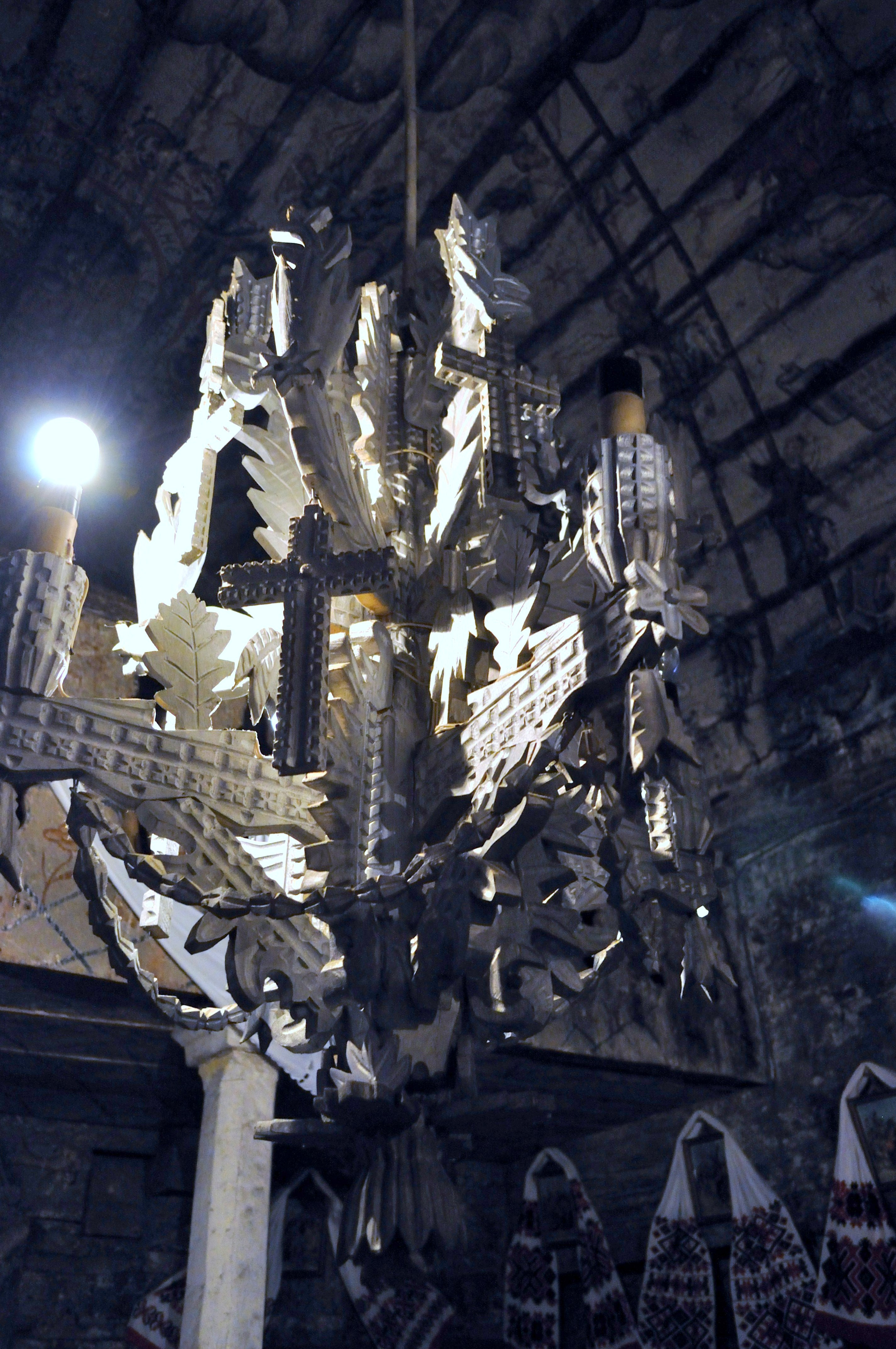
Candelabru
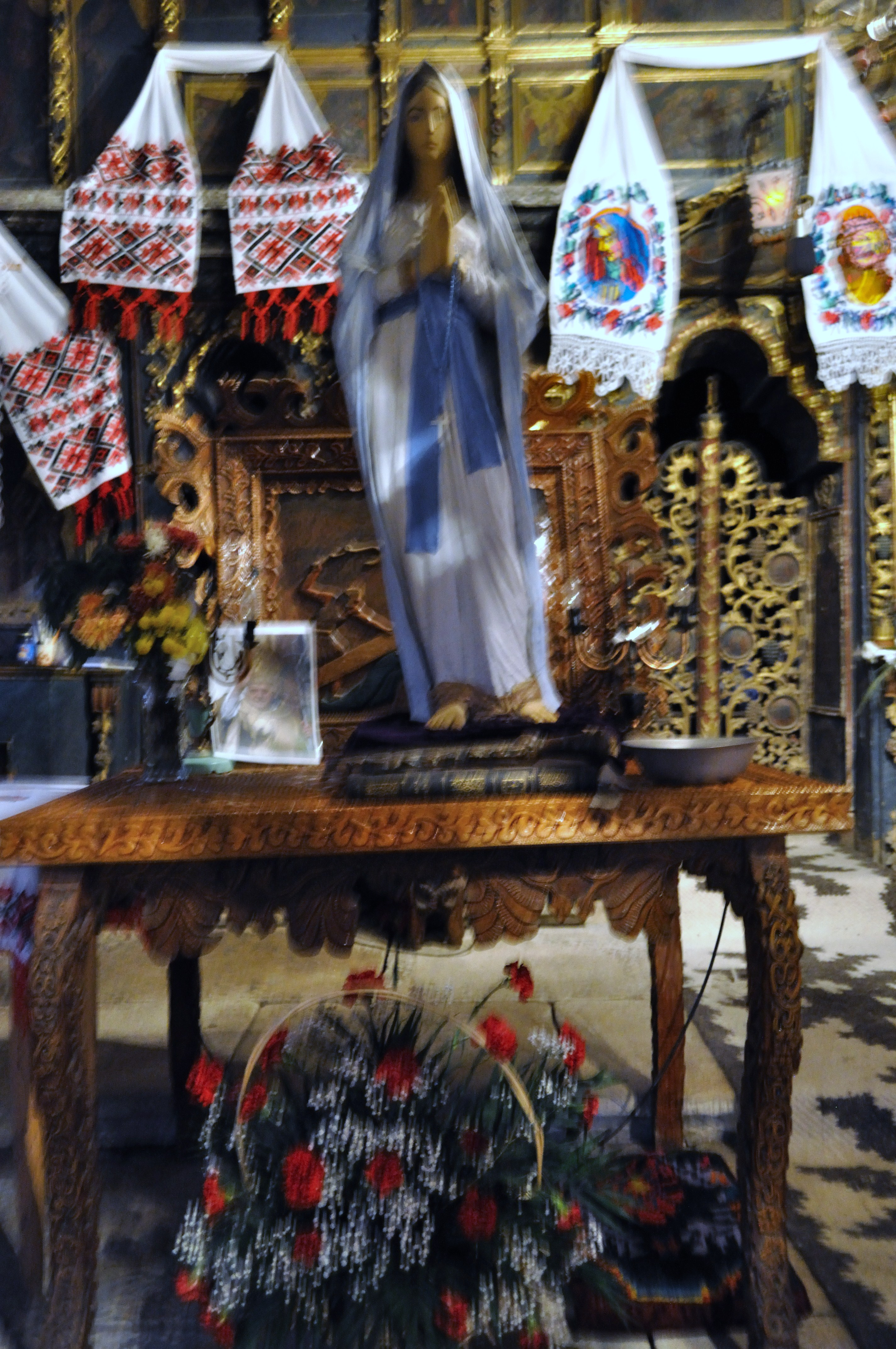
Statuia Sfintei Fecioare de la Lourdes